# Vallástörténet
A vallástörténet az egyes vallások keletkezésének, fejlődésének történetét, társadalmi összefüggéseit és a társadalomban betöltött szerepét vizsgáló tudomány. 
Jellegzetes módszerei közé tartozik az összehasonlító szemléletmód; altudományai és segédtudományai a vallásszociológia, a valláspszichológia, a vallásföldrajz, a filológia és a régészet. Megkülönböztetendő a csak a keresztény vallás történetét vizsgáló egyháztörténettől.
A vallás nem egy meghatározható időpontban született meg, hanem az emberrel együtt, mindig is az emberi élet szerves része volt.
Az indiaiak három nagy vallást hoztak létre (bráhmanizmus, buddhizmus, dzsainizmus), a kínaiak kettőt (konfucianizmus, taoizmus), a zsidók saját tanításukon kívül lerakták a kereszténységnek és az iszlámnak az alapjait is. A perzsák háromszor tettek kísérletet arra, hogy az egész emberiség számára alkalmas hitformát alkossanak: megteremtették a zoroasztrizmust (párszizmus), a Mithrász-kultuszt és a manicheizmust. Noha ez a három vallás átmenetileg szintén jelentős befolyást gyakorolt, mégsem tudott a Föld nagyobb részén elterjedni és tartósan fennmaradni. Krisztus után a 7. századot követően többé nem keletkezett egyetlen nagy vallás sem, csak a már meglevők átalakítására került sor.

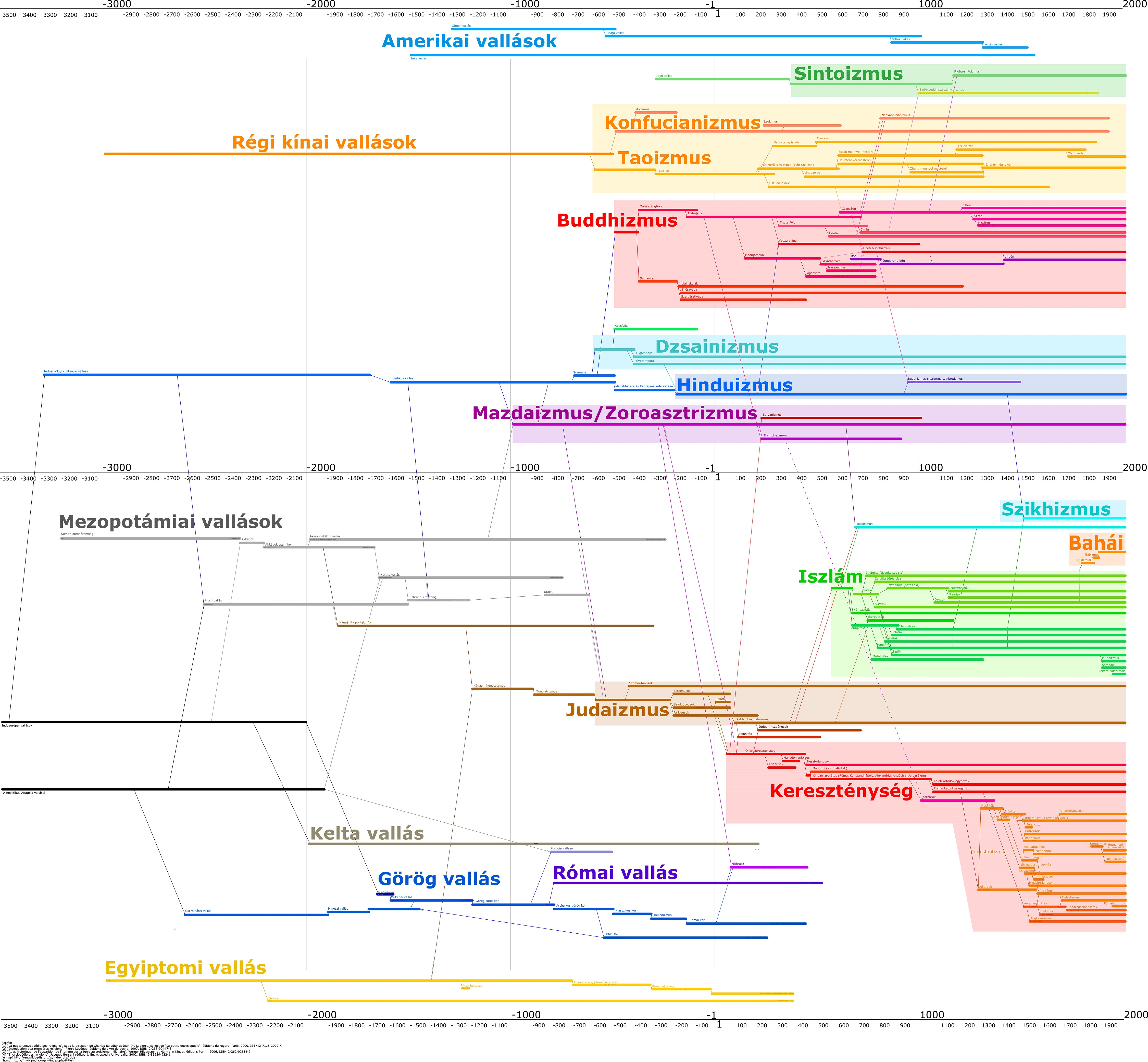
A vallások kronológiai története

## A vallástörténet főbb irányzatai
A vallástörténet, mint a tudományág a 19. század második felében jelent meg az egyetemeken. Szorosan kapcsolódik más kutatási megközelítésekhez, mint például a vallástudományhoz, a vallási antropológiához vagy az összehasonlító vallástudományhoz.
Főbb irányzatai:
- Evolúciós iskola
- Premonoteista iskola
- Összehasonlító vallástörténeti iskola (wd)

Az evolúciós iskola olyan vallástörténeti irányzat, amely a vallások történetében bizonyos fejlődést lát és arra törekszik, hogy feltárja annak irányát. Azt tanítja, hogy a természeti népek primitív hiedelmeitől vezet az út a politeizmus, majd a monoteizmus, a vallási fejlődés legmagasabb foka felé.
A premonoteista iskola olyan vallásfilozófiai elmélet, amely szerint az emberiség, történetének kezdetétől vallásos és egyistenhívő volt. E tanítás megalapozására Wilhelm Schmidt (1868-1944) a primitív népek "Nagy Isten"-ére hivatkozott, mint a premonoteizmus halvány emlékére.
Az összehasonlító vallástörténeti iskola a 19. században létrejött vallástörténeti irányzat, amely főleg a kereszténység eredetproblémáját vizsgálja, más, megelőző és környező vallásokkal való egybevetése alapján és a kereszténységet csak egy vallásnak tekintette a többi között, elutasítva az abszolút igazságra vonatkozó állításait.
A katolikus modernizmus képviselője, Alfred Loisy (1857–1940) a kereszténységet a megelőző vallási és filozófiai irányzatokból vezeti le.

## A vallás keletkezése
A vallás eredetére a teológia felelete általában az, hogy az emberiség a vallást a természetfeletti világból, isteni kinyilatkoztatás, illetve kijelentés útján kapta.  Maga Isten vagy az istenek ismertették meg magukat az emberekkel, ők maguk hozták az emberek tudomására, hogy mit kívánnak tőlük. A II. Vatikáni zsinat nyilatkozatában ez olvasható: Isten maga ismertette meg az emberiséggel azt az utat, amelyen neki szolgálva üdvözülhet és elérheti a boldogságot.
A kinyilatkoztatásnak többféle formája van. Vannak vallások, amelyek a történeti kijelentés gondolatához ragaszkodnak, az istenek egyszer és mindenkorra kijelentették akaratukat, vannak azonban olyanok is, amelyek a kijelentés folyamatát nem csak a múltra korlátozzák. Álomban, önkívületi állapotban, sőt ezeken kívül is számos módjuk van az emberfeletti hatalmaknak arra, hogy az embernek kijelenthessék magukat és irányíthassák a cselekedeteit.
Vannak nézetek és iskolák, amelyek szerint a valláseredeti vizsgálódásnak abból kell kiindulnia, hogy egy Isten van, aki a teremtéskor az ősszülőknek kinyilatkoztatta magát, amint erről a Bibliában és a Koránban olvashatunk, következésképp az emberiség létének az első percétől vallásos volt (tudott Istenről, hitt Istenben stb.). Később azonban a bűn következtében elvesztette értelmi tisztánlátását és akarati erejét, aminek következtében eltért az őseredeti egyistenhittől és természetimádóvá, sokistenhívővé süllyedt. Magának Istennek kellett újból és újból kinyilatkoznia, hogy az emberiség igaz vallású legyen.
Az ateista szemléletű vallástörténeti magyarázat megfordítja a tételt: nem Isten vagy az istenek hozták létre az életet vagy teremtették az embert, hanem az ember az, aki az isteneit teremtette. Ez a tétel nem új. Megvan már Anaxagorasznál, és egyes ókori görög bölcsészek, Démokritosz, Epikurosz, majd a felvilágosodás kora eszmeáramlatának gondolkozói is azzal a tétellel oldták meg a világ keletkezésének a kérdését, hogy: az isteneket a félelem szülte. Az istenek a természeti erőkkel szemben tehetetlen ember agyrémei, akiket ő maga gondolt ki, és akiket oly elevenen képzelt el, hogy az imádatukba süllyedt.

### Vallási fejlődés
A vallási fejlődés fokozatai nagyjából a következők:
- A legalacsonyabb fokon a kezdeti vallások állnak. A természeti állapotban élő népek természeti vallásai földhöz tapadó képzelettel kialakított nézetekből tevődnek össze, és számtalan formája van. Leglényegesebb részei a növény- és állatvilággal való kapcsolat (totemizmus), a tárgyakban megnyilatkozó erőkben való hit (mana, fétisizmus), a halottak és ősök kultusza, a szellemekben való hit.
- A nagyobb közösségek műveltségével és egységesebb összeforrásával a vallásos nézetek is magasabb egységekbe foglalódnak össze. Kultúrterületeken népegyházak alakulnak ki. Ezek a népvallások az emelkedő és tisztuló erkölcsi felfogás igényeit is törekszenek kielégíteni.
- Legmagasabb fokon azok a vallások állnak, amelyek a helyhez, nyelvhez és nemzethez kötöttség béklyóiból ki tudtak szabadulni és az egyetemes emberiség vallási kérdéseire adnak megfelelő választ, egyetemes lelki szükségletek kielégítésére vannak szabva. Ezek az ún. világvallások.[9]

A világ öt nagy mai vallása a kereszténység, az iszlám, a hinduizmus, a buddhizmus és a kínai univerzizmus. Egyes vallásfilozófusok alapján minden vallás alapja vagy lényege azonos, és egyidős az emberi fajjal. E nézetek szerint a vallás területén nem volt és soha nem is lesz új felfedezés vagy tapasztalás. Egyetlen vallásalapító sem talált fel új vallást vagy fedett fel új igazságot. Mind közvetítők, nem eredeti alkotók.

## Őstörténeti vallások
Az őstörténeti vallások fogalma összefoglalóan jelzi az emberiség vallástörténetében az első szakaszt a régi vallások előtt, amelyek a kora történelmi időkben alakultak ki. A történelem előtti vallások, illetve a prehisztorikus vallások megjelölés azon alapszik, hogy e korból nem maradt fenn az események írásos rögzítése és mindenképp lekicsinylőek és jogosulatlanok.
Totemizmus
Az első társadalmak egyik formája a totemizmus volt. A totemizmusnak az a hit az alapja, mely szerint az emberi közösséget, szoros, rokoni kapcsolatok fűzik az állatokhoz, a növényekhez, és ritkábban az élettelen természeti tárgyakhoz – és ezeken keresztül egymáshoz is.
Fetisizmus
A fétisek természetfeletti erővel rendelkező tárgyak, a mana birtokosai, és ezért tiszteletet érdemelnek. 
 Bővebben: Fetisizmus
Animizmus
Az animizmus a latin anima (=lélek) szóból származik, és annak a hitnek a kifejezése, hogy valamely dolog lélekkel bír. Alapvető jellegzetessége, hogy élőket és akár életteleneket is, lélekkel, szellemmel rendelkezőnek gondol, megelevenít. 
Természetkultusz

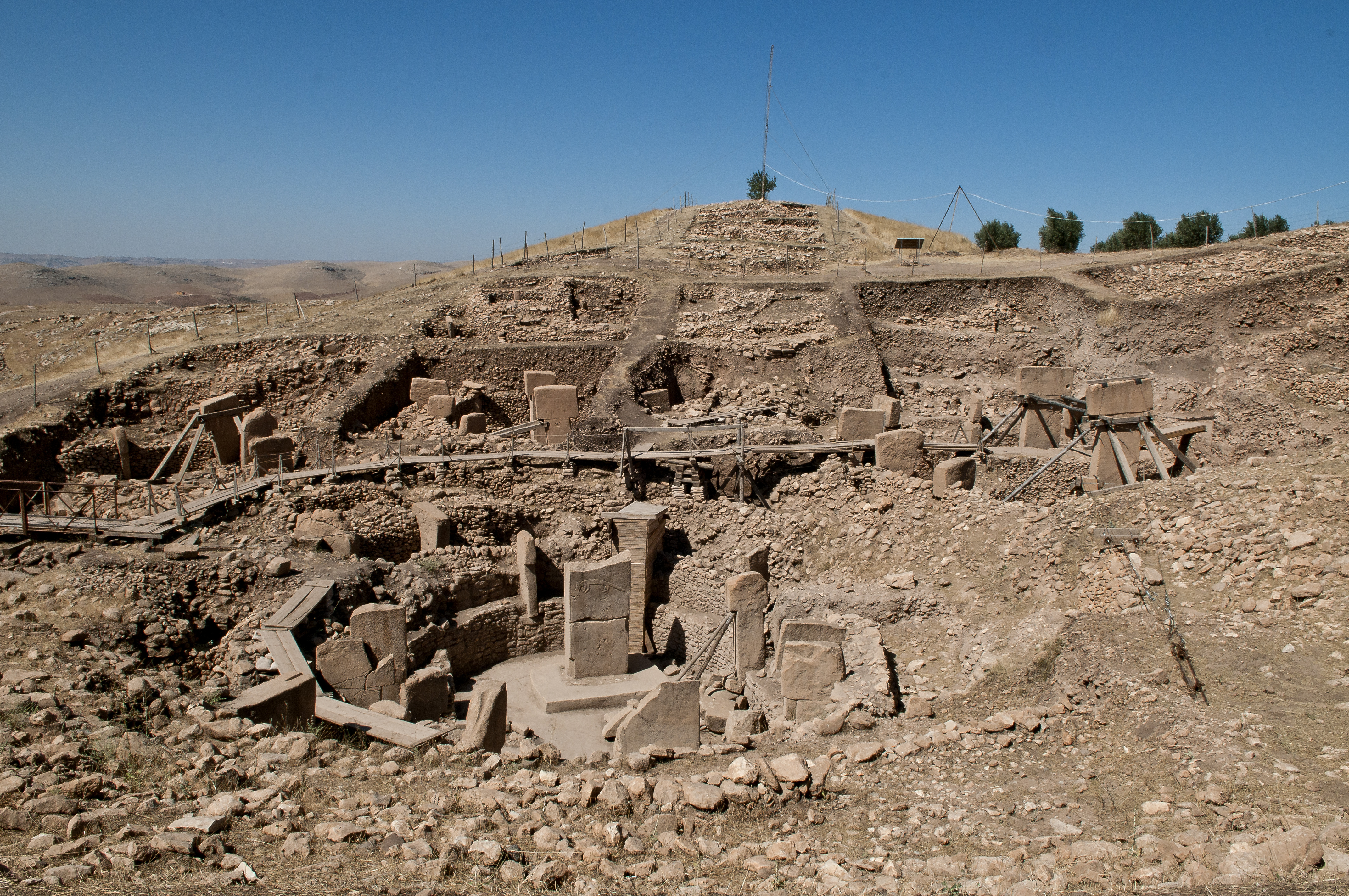
Göbekli Tepe területén több kőkorszaki templom maradványait tárták fel

A vallási képzetek és gyakorlatok azon összessége, amikor természetfeletti tulajdonságokkal ruházták fel a Napot, A Holdat, a Földet és a csillagokat stb., és azokat mint isteni lényeket vallásos kultusszal vették körül. A Napisten, mint a termékenység feltétele rendszerint hímnemű princípiumként, a Föld pedig, mint a termékenység forrása, nőnemű princípiumként szerepelt ezekben az elképzelésekben, míg a Holdat és a csillagokat az időjárással és az idő múlásával hozták összefüggésbe. Egyes helyeken nagy jelentőségre emelkedett a Földanya-istennő kultusza, akiben nemcsak a termőföld természeti erejét tisztelték, hanem az anyaságot is. 
Mágia

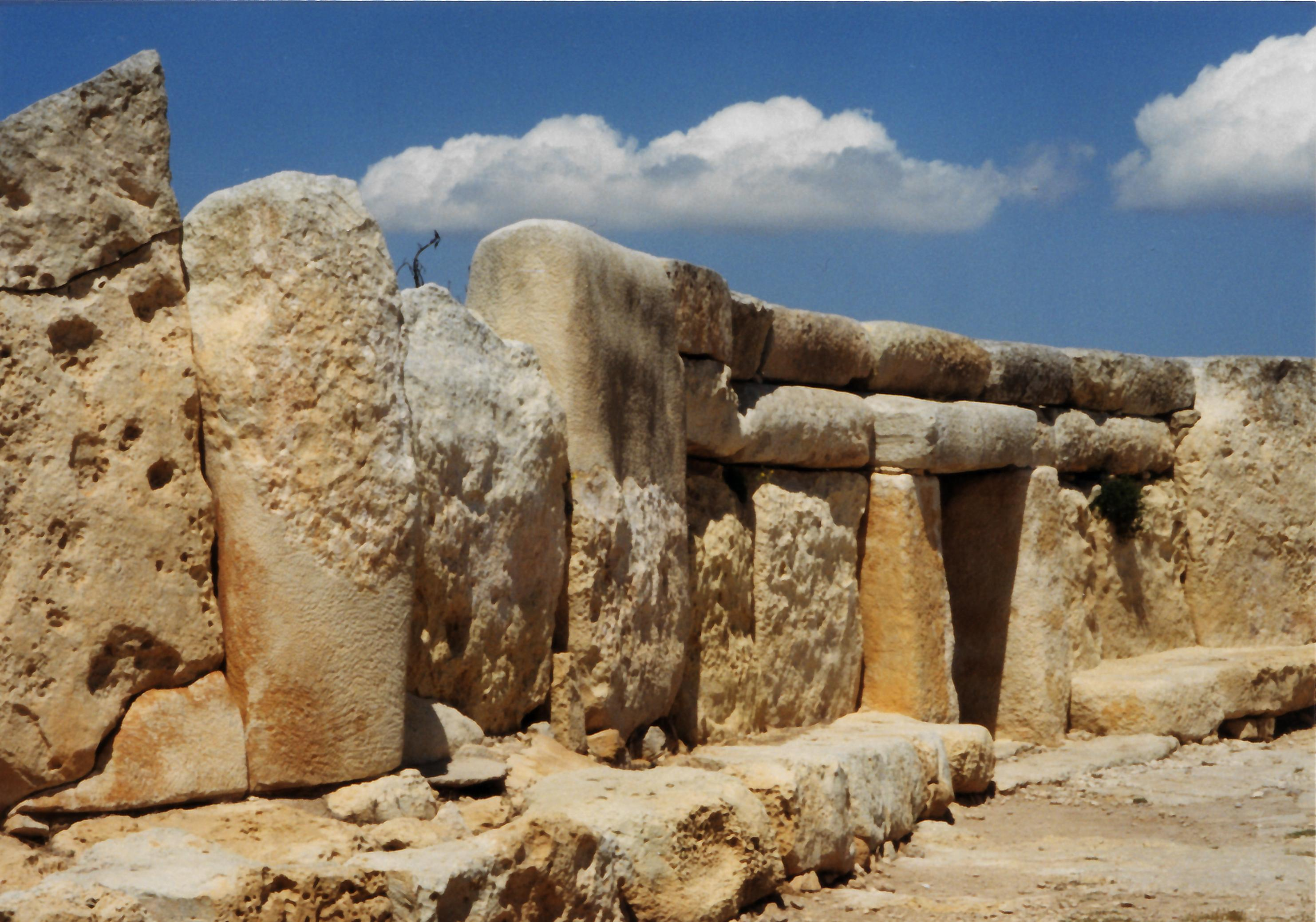
Málta egy megalitikus templomának maradványa

A mágia tulajdonképpen nem nevezhető külön vallási formának, mert átsző minden vallásos hitet a kezdetektől napjainkig. A kifejezés a görög mageia (=varázslás) szóból ered és azt a hitet jelöli, mely szerint különféle gyakorlatok, cselekedetek alkalmazásával befolyásolni lehet a természetet, az embereket, az állatokat, és a szellemeket is.
Megalitok
Európa nyugati felén és a világban sok helyen előforduló megalitok szintén az első társadalmak maradványai. Valószínűleg egy részük a napkultusszal vonatkozásban álló istentiszteleti hely volt. Más részük a halottkultusszal állt kapcsolatban. A halottakról való gondoskodás az egész kőkor kultúráját kiemelten jellemzi. Hittek a halottak továbbélésében és abban, hogy hatásuk van az élőkre.
A megalitok Írországtól Japánig fellelhetők. A legrégebbi kultikus körtemplomokat a mai Törökországban fekvő Göbekli Tepe ásatási területén tárták fel; alapításuknak idejét a Kr. e. 10. évezredre teszik.

## Mezopotámiai vallás
A sumer nézetekben a túlvilág nem sokban különbözött az itteni élettől: a holtak birodalma úgy épült fel, mint egy nagy város, melynek közepén helyezkedett el az uralkodó palotája. Miután a halott megérkezett a túlvilágra, ott Anunnakik, az Ég istene gyűlése elé vezették, ahol mindenkit elbíráltak. Mai ismereteink alapján vallásukban jelentek meg az első utalások a mennyek birodalmára és a pokolra. Továbbá sumer hagyományban tűnik fel először az édenkert és az özönvíz története is.
A sumerek szerint az első emberek valamiképp osztoztak az isteni lényegben. Ez azt jelenti, hogy nem volt áthidalhatatlan szakadék az isteni létmód és az emberi körülmények között. 
Mivel az istenek felelősek a kozmikus rendért, az embereknek követniük kell az utasításaikat, mert azokra a normákra, "parancsokra" (me) utalnak, amelyek éppúgy biztosítják a világ, mint az emberi társadalom működését.
Távoli időkre emlékeztetnek azok az istenek vagy isteni jelzők, amelyek a természeti elemekkel és különféle égitestekkel álltak kapcsolatban. Anu, Enlil és Enki, a Kr. e. 3. évezredtől kezdve vezető szerepet betöltő istenháromság eredetileg az Ég, a Levegő és a Föld megszemélyesítői voltak. Később Anu az istenek királya, Enlil a levegő, Enki pedig a föld (alvilág) ura lett.

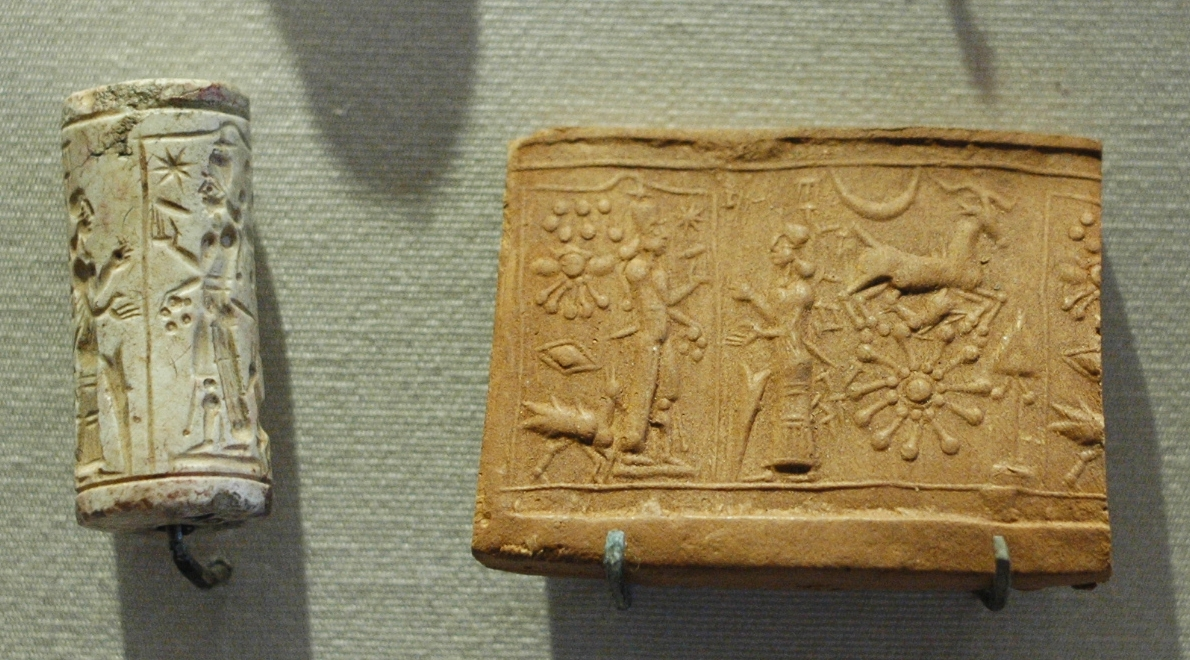
Egy hengerpecsét jelenetén Samas napistent imádják

A babilóniaiak hatalomátvételével, a Kr. e. 18. századtól kezdődően a mezopotámiai vallásosság némi változáson ment át. A régi istenek megmaradtak, bár nevük megváltozott, és új istenek is feltűntek. A nagy istenek – Anu, Enlil, Enki – fokozatosan elvesztették fensőbbségüket a kultuszban. Az istenvilág élére mint babiloni főisten, Marduk került, továbbá a hívek Istárhoz és főként Samashoz fordultak.
A babiloni papság átszervezte az egész panteont, teológiailag is megalapozta és az ősi időkre vezette vissza Marduk – tulajdonképpen – Babilon hatalmát. Hasonló pályát futott be Assur isten is, aki a kezdetben jelentéktelen Assur városának helyi istenéből a hatalmas Asszír Birodalom fő istenévé, sőt az egész világ mennyei uralkodójává lépett elő.

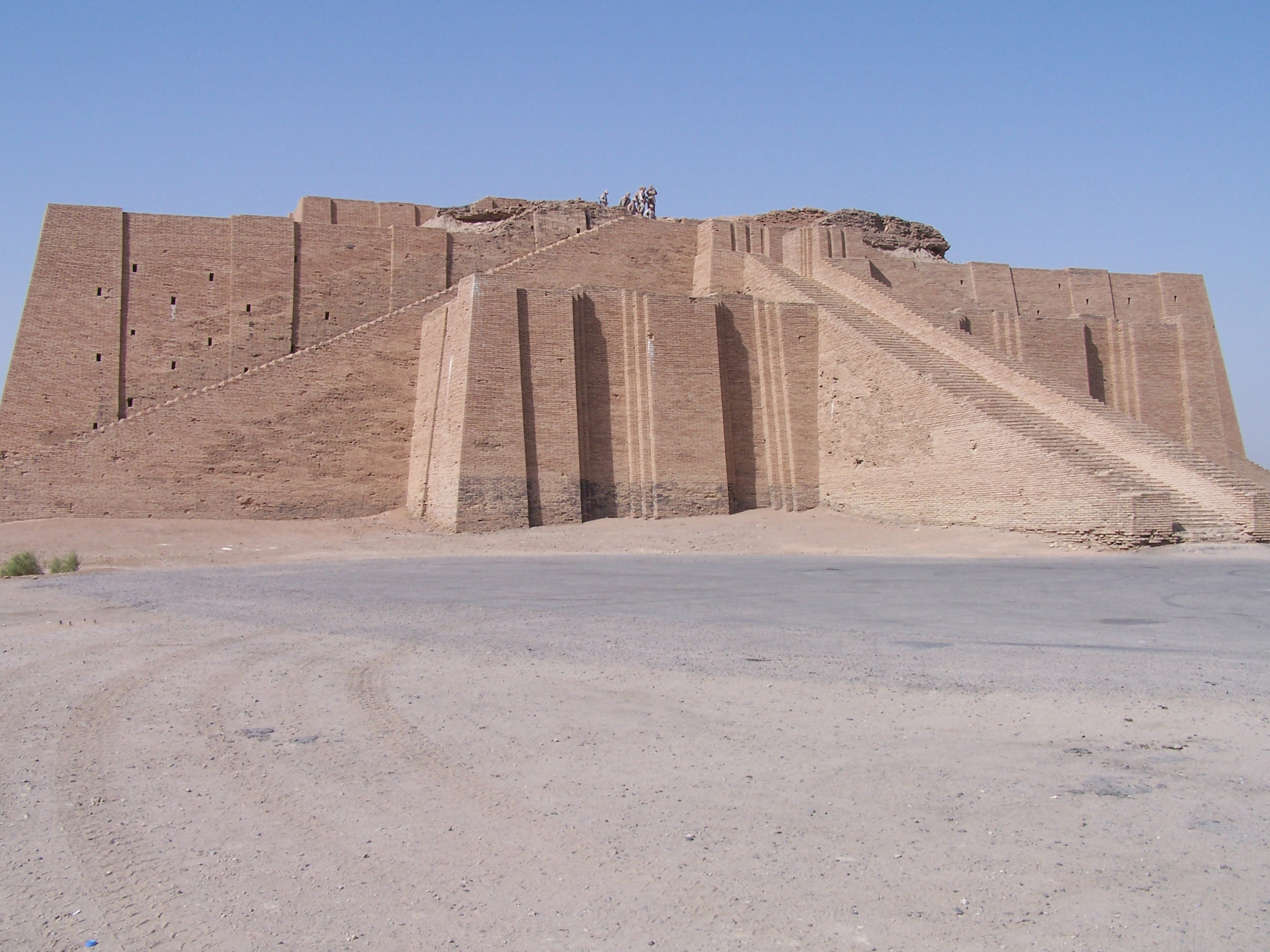
Mezopotámiai zikkurat maradványa rekonstruálva

Az asszír-babiloni vallásban nagy szerepet játszottak a démonok, az eget és a földet benépesítő jó és rossz szellemek. Már a Kr. e. 4–3. évezredre visszatekintő sumer varázsszövegekből kitűnik, hogy a betegségeket és minden rosszat és kellemetlent a démonoktól származtattak, és különféle varázsigék vagy szertartások alkalmazásával próbálták rontó hatásukat megszüntetni.
A társadalom vallását a papok irányították, és leggyakrabban a máguspapok, a jósok, ráolvasók és démonűzők találkoztak az emberekkel. Mintegy 30-féle papi hivatalról tudunk, amelynek viselői a templomok körüli szolgálatokat látták el. A férfi papok mellett a papnőknek mintegy húsz kategóriáját ismerjük. Az istenség földi lakóhelye a templom, amelynek beosztása nagyjából azonos volt a ház beosztásával. A templomot udvar vette körül, ahol különféle áldozatokhoz szükséges oltárok álltak. A templom bejáratával szemben volt a szentély, ennek belső, fülkeszerűen kiképzett részében állt a templom istenének szobra. Minden templomhoz egy lépcsőzetes, általában hétemeletes templomtorony, ún. zikkurat tartozott. A zikkurat egyes emeletein különböző szentélyek voltak, a tetején pedig az istenség fülkékkel körülvett "hálószobája" állt. A szertartások középpontja az áldozat volt, amelynek módját bonyolult szertartási szabályok írták elő.

## Egyiptomi vallás

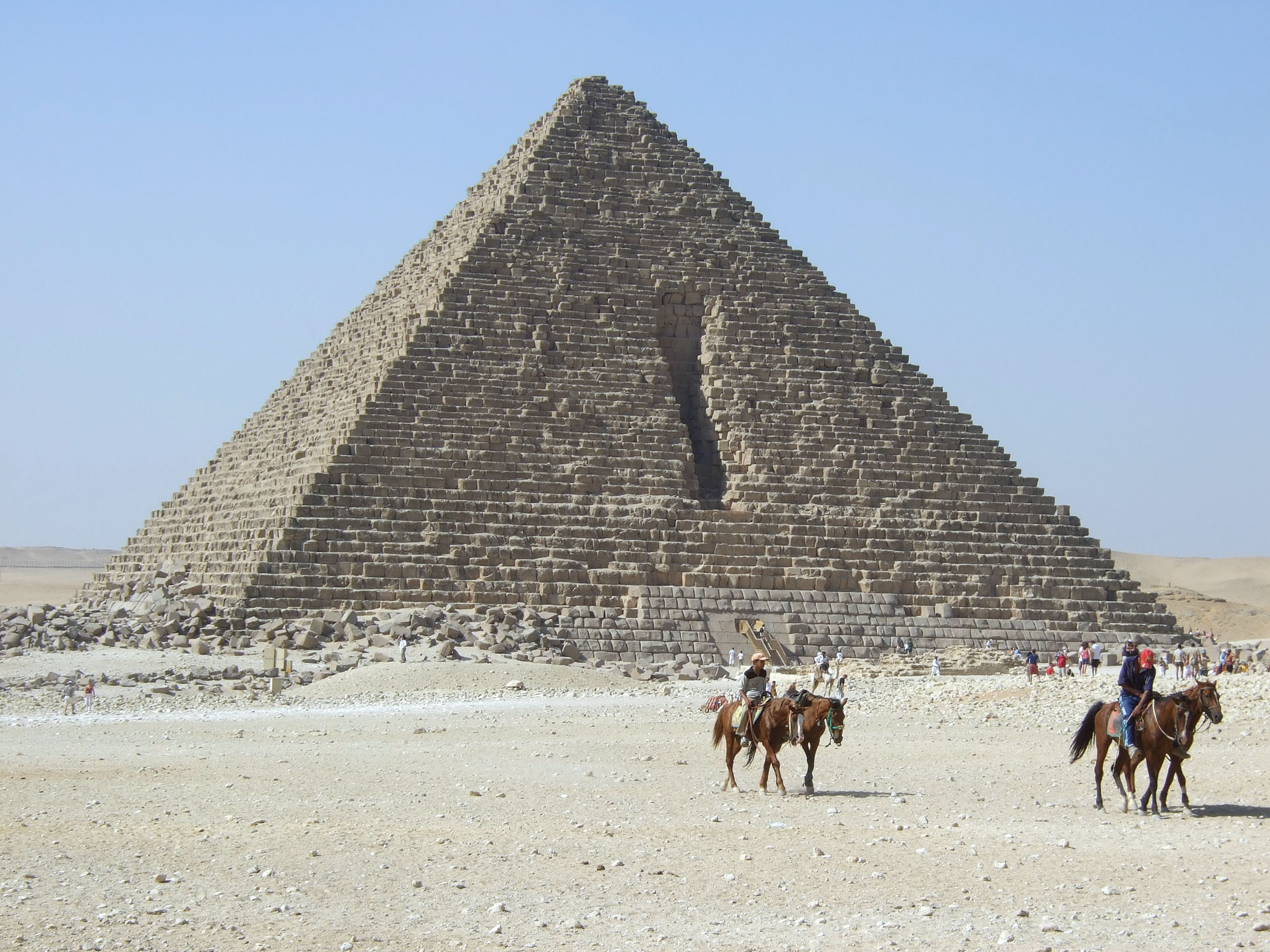
Egy a sok egyiptomi piramis maradványai közül. A piramisok elsősorban a fáraónak szolgáltak; az ő halott testének és az ő lelkének, az ő "Ká"-jának. Egy halott uralkodó is uralkodó maradt, és a ’Ká’ új életre kelt a múmiában a túlvilágon

Az ókori egyiptomi vallás az egyiptomi emberek több mint 3000 évig fennálló hitvilágának öröksége, a Krisztus előtti időkből, melyről ismereteink a hivatalos egyiptomi teológiából és a lakosság felső rétegeinek kultuszemlékeiből származnak. E vallásból a mai fogalmak szerinti dogmatikus rögzítés hiányzik, az egyiptomi világképnek azonban egységes színezetet ad a vallási mítoszokban a világrend harmóniájára való törekvés megnyilvánulása. Nincs kanonikus rögzítés a vallási irodalomban sem, melyek első megjelenési formája az V. dinasztia utolsó fáraójának, Unisznak (ur. Kr. e. 2356-2323) és a VI. dinasztia fáraóinak piramisában talált piramisszövegekkel esik egybe. E szöveggyűjtemények középbirodalmi utódjának tekinthetők a koporsószövegek és a már papiruszra írt Halottak könyve a Közép- és újbirodalom idejéből. Az egyiptomi vallásfilozófia egyik alapvetése az úgynevezett memphiszi teológia. Ezekből az írásos emlékekből megállapítható, hogy az egyiptomiak egyes természeti jelenségekben természetfölötti erőknek a megtestesülését látták.
Az ókori egyiptomiak igen vallásosak voltak és már életük folyamán igyekeztek alaposan felkészülni a túlvilágra. Az idők folyamán a különböző túlvilági megközelítések sokfélesége alakult ki.
Kezdetben nem egy testtől elkülönülő lélek továbbélésének a gondolata uralkodott, hanem hogy a halál ellenére is az egész ember életben marad. Az elképzelések zavarosak, mert a halottnak egy valamilyenféle feltámadását szintén feltételezték. Figyelemre méltó, hogy nem a testnek a lélekkel való újraegyesülésére gondoltak, hanem az egész embernek egy jobbfajta életére, hiszen az a hiedelem uralkodott, hogy a lélek csak akkor maradhat továbbra is fenn, ha a testtel kapcsolatban marad. Ezekből az elképzelésekből fejlődött ki az egyiptomiaknál az az ismert szokás, hogy a holtak testét balzsamozás által eltartsák. Ezen a módon akarták azt az oszlástól megóvni, mert nézetük alapján az egyén csak akkor léphette át a túlvilág kapuját, ha testét megőrzi az öröklét számára. Ez pedig a múmiáknak halotti kamrákban való megőrzését tette szükségessé. Később változtak az egyiptomiak elképzelései, és komplikáltabbak lettek.
A piramisok nem arra szolgáltak, amire a mezopotámiai zikkurátok tornyai, amik elsősorban az istenek tartózkodási helye és szenthelyek voltak mindenki számára. A piramisok elsősorban csak a fáraónak szolgáltak; az ő halott testének és az ő lelkének, az ő "Ká"-jának. Egy halott uralkodó is uralkodó maradt, és a ’Ká’ új életre kelt a múmiában a túlvilágon.

## Bráhmanizmus
Elő-India honi vallását, amelyhez ma a szubkontinens lakóinak kb. kétharmada tartozik, bráhmanizmusnak vagy hinduizmusnak nevezik. Olyan vallás, amelyet nem egy bizonyos személy alapított, hanem az évszázadok során mintegy önmagától, a benne lakozó erők következtében és a külső körülmények hatására jött létre; a kötelék, amely összetartja, nem egy alapító szava és eszméi, hanem a fejlődés folyamatossága, amely megszakítás nélküli áramlatként kapcsolja össze az ókort a jelennel. A hinduk éppen ezért szívesen nevezik vallásukat „szanátana-dharmá”-nak, azaz „örök vallás”-nak. Ennek megfelelően azt tanítják, hogy időről időre, mindig újból bölcs férfiak és testet öltött istenek jelennek meg, hogy hirdessék az igazságot. Ilyen volt Ráma, Krisna, Vjásza , Manu, Vaszistha, Agasztja, Sankara stb., de egyikük sem fektette le új tanok alapját, hanem csak a már kezdettől fogva ismert igazságot fogalmazta vagy hirdette meg újból.

### Az árják előtti korszak
India legősibb történelme számunkra ma még titok. A legújabb feltárások azt mutatják, hogy az Indus-völgyi civilizáció már 2000 évvel korábban kialakult, mint azt korábban gondolták. E civilizáció vallásáról sokáig semmi bizonyosat nem tudtak, feltételezik azonban, hogy a mai hinduizmusnak bizonyos elemei, mint amilyen például a fallosz-kultusz vagy a termékenységistennők tisztelete, ide vezethetők vissza, csak éppen nem történik róluk említés a valószínűleg a Kr. e. 2. évezredben bevándorolt árják szent szövegeiben, vagy ha mégis, ott nem játszanak nagy szerepet. Az mindenesetre bizonyos, hogy Mohendzsodaro, Harappa és a később felfedezett Csanhudaro vallása magas fejlettségű kultusz volt, amelynek tiszteleti tárgyaiul férfi és női istenek – az egyikben jóga-pozitúrában ülő Sivát, a másikban Durgához hasonló istenanyát vélnek felfedezni -, szent állatok (bika, elefánt, kígyó, krokodil), növények (indiai fügefa), fallosz-kövek és szent szimbólumok (horogkereszt szvásztika) szolgáltak. Ennek alapján mindez a mai hinduizmus egyik előzményének tekinthető, amelyben a hitélet és a kultikus szertartások egyes lényeges elemei már tisztán kimutathatók, ugyanakkor azonban hiányoznak belőle mindazon tényezők, amelyekkel az árja bevándorlók gazdagították a hinduizmust.

### Védikus korszak

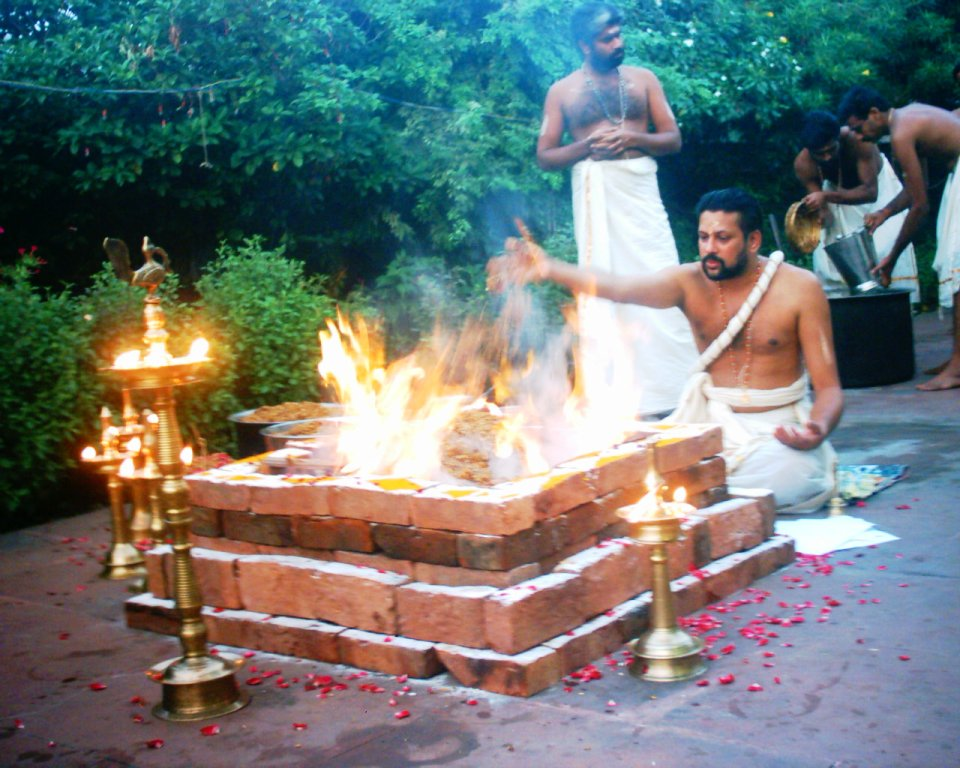
Jadzsna Dél-Indiában

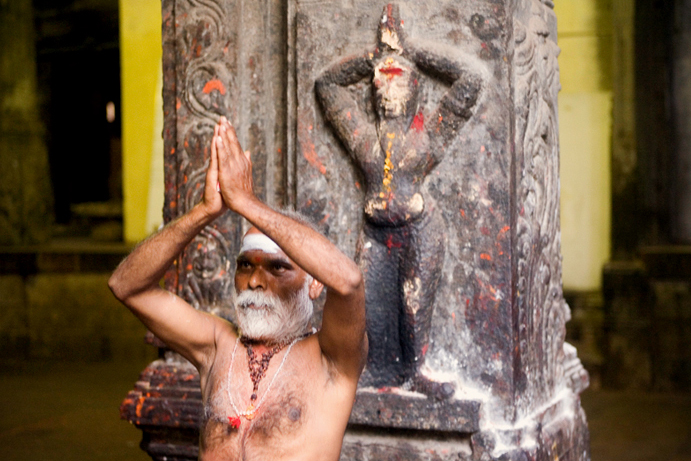
Szádhu

Azok az árjáknak, akik a Kr. e. 2. évezredben az északnyugati hegyi utakon benyomultak az Indus árterületére, és a korábbi lakosokkal folytatott állandó harcok közepette meghódították India északnyugati részét, pásztorharcosokból álló nép volt, amely azonban már valamelyest földműveléssel is foglalkozott, de a városépítés és a magasabb rendű művészi alkotótevékenység még idegen volt számára. Vallásuk sok tekintetben a civilizáció hasonló fokán álló természeti népek vallásához hasonlított. Azért tudunk róla sokkal többet, mint Afrika primitív törzseinek vallásairól, mert az árják isteneikről szóló szent énekeiket és áldozati mondásaikat szájhagyomány útján generációról generációra átörökítették, majd végül (valószínűleg csak időszámításunk kezdete után) írásban is lerögzítették. A szent iratokat, amelyekben vallási nézeteik kifejezést nyertek, „Védák”-nak (szent tudás) hívják, vallásukat ezért „védikus vallás”-nak nevezik.
A monoteizmus, vagyis az a hit, amely szerint egy meghatározott isten mindig a legfőbb isten, és ő uralkodik az összes többi felett, még nem jelent meg ekkor, hanem csak az egyistenhit előzménye, az ún. „henoteizmus”, amely az istenek közül egyszer az egyiknek, máskor a másiknak adományozza a világ feletti mindenhatóságot, a legfőbb hatalmat. A Rigvédában csírájában már megtalálható az a két nézet, amely később majd közösen határozza meg az egész további fejlődést, noha ekkor még nem érvényesül teljes következetességgel: az egyik az a hit, amely szerint valamennyi istennek egy személytelen világtörvény parancsol; a másik az a nézet, hogy a világtörvényt egy isten szabályozza, és a világtörvény segítségével uralkodik istenek és emberek felett.

### Hinduizmus
A hinduizmus mai sajátosságainak kidomborulása a Kr. e. 1. század környékére tehető, a buddhizmussal és a dzsainizmussal folytatott vitái, valamint azoktól történő elhatárolódása következtében.
Ebben a vallásban különböző vallásos hitek, az imádat, a szertartások és hagyományok különböző fajtái foglalnak helyet egymás mellett. Különféle vallások laza szövetsége ez, olyan, többnyire teista világkép, amelyet henoteizmus, monoteizmus, politeizmus, panteizmus, panenteizmus, monizmus ível át. Még ateizmus és egyfajta animizmus is megtalálható benne. A hinduizmus a híveitől nem követeli meg sem azt, hogy egy olyan túlvilági istenben higgyenek, aki a világegyetemet meghatározott módon teremtette és kormányozza, aki a történelem folyamán törvényhozóként lépett fel, és egykor földi alakot öltött magára; de nem kívánja azt sem, hogy a világ személyes irányítójának létezését megtagadják, mint a buddhizmus. Az egyénre bízza annak eldöntését, vajon ateista, panenteista vagy teista kíván-e lenni, vajon Visnut vagy Sivát tekinti-e a világ irányítójának. Valamennyi indiai vallási rendszernek, legyen az teista, panenteista, teopantisztikus vagy ateista, központi dogmája a karmáról és a lélekvándorlásról szóló tan; minden vallásos embernek arra kell törekednie, hogy jó cselekedetekkel biztosítsa a maga számára a kedvező újramegtestesülést.
A hinduizmus ma már nem korlátozódik Indiai-szubkontinensre, hanem ezen kívül vannak hívei Ázsia, Afrika, Amerika és Óceánia indiaiak lakta kolóniáiban, és szorgos missziótevékenység is folyik a nyugati világban.

## Iráni vallás

Faravahar, az Ahura Mazdával való egyesülés jelképe

Az iráni népek az észak-indiaival egy ágon fakadtak, egy a gyökere a vallásuknak is. 
Az Iránt és India északi részét benépesítő indoiráni törzsek, amelyek magukat árjáknak nevezték, a Kr. e. 2. évezred közepén különültek el egymástól három nagy csoportra. Az indiai árják a Pandzsáb síkságán át behatoltak az indiai szubkontinensre; a médek az iráni fennsík északkeleti részén, a perzsák pedig a fennsík délnyugati lejtőin telepedtek le.
Az irániak az indek vallásával való összetartozásának kétségtelen jelei az azonos istennevek. A perzsa Mithra, Aruna, Indara és Nashatja az óind hitregék ismert istenalakjai: Mitra, Varuna, Indra és a Nasatják. Egyformán tisztelte mindkét nép a tüzet, szelet, a sárkányölő istent (vrtrahan – verethrajan), az Apam Napat  nevű vízistent. Kultuszukban nagy szerepet játszott a tűzcsinálás és az istenek italával, a halhatatlanság italával (haoma – soma) való áldozás.
Hitük szerint az embereket jó és rosszindulatú hatalmak, istenek és démonok veszik körül. Ezeket az emberfeletti hatalmakat két nagy csoportra osztották: Ahurák (hatalmasak) és Daivák (égiek). Az istenek e kettős felosztása megvan az iráni (méd-perzsa) és az indiai vallásban egyaránt. 
Feltűnő jele a divergálásnak az, hogy az ind hitregékben a jó istenek elnevezésére használt déva nevet a perzsáknál daéva  és dev formában a rossz szellemek, az ördögök elnevezéseként látjuk viszont. Ugyanilyen fordított értelemben használták az Ahura nevet is. Ahura, Ahura Mazdá a jó isten neve, holott az indek a démonokat nevezik aszurá-knak. (A szanszkrit aszura szóval etimológiailag azonos az óperzsa ahura, mely Úr-at jelent (mint ahogy Ahura Mazdá – Isten nevében is megjelenik). Az ahura szóban a "h" betű szánszkrit "sz"-nek felel meg.) 
Az ősi iráni vallásban legnagyobb jelentőségre a bika-kultusz emelkedett. Ugyanakkor tisztelettel övezték a fénysugarat is, amely megelőzi a hajnalban felkelő Napot, az éjszakai életet élő nomád pásztorok között oly nagy jelentőségű Holdat és csillagokat, a tikkasztó hőségben felüdülést nyújtó forrásokat és szellőket is. Hittek a szellemekben is és mágikus gyakorlatokat folytattak. Mint említettük, az ősi időkig vezethető vissza Mithra-Mithrász alakja is, aki tagja volt az ahura-  (isten-) háromságnak. (Ahura Mazda, Mithra, Apam Napat) Ő korán kezdte magába olvasztani a különféle természetfeletti tulajdonságokat és vonásokat, aki mint bika-isten, majd pedig mint Hold-, Nap- és világrendező isten élt az emberek képzeletében.
A mazdaizmus ősi vallás, feltehetőleg Kr. e. 1000 előtt keletkezett. Később összeolvadt Zarathustra (görög: Zoroaszter) próféta tanításaival. Az iráni próféta és hitújító, Zarathustra – a görög névváltozatáról elnevezett zoroasztrizmus alapítója – feltehetőleg a Kr. e. 2. évezred utolsó századaiban élt. Ő soha nem állította azt, hogy valami új vallást akar bevezetni, legfeljebb azt, hogy az isteni sugalmazás alapján megreformálta a régit. A zoroasztrizmus egyaránt tartalmaz monoteista és dualista jellegzetességeket. Középpontjában a jó és rossz örök harca áll. A vallástörténészek véleménye megoszlik abban, hogy a zoroasztrizmus kialakulásában illetve fejlődésében Zarathustrának mekkora szerepe volt és mennyi az utólag hozzátett elem. A védőszellemek és a démonok, a holtak szellemei, amelyek megjelennek a zoroasztrizmus szent könyvében, az Avesztában, mind a régi iráni vallás tartozékai. Zarathustra tanítása szerint a halál után a lélek kiszabadul az ember testéből és elindul az ítéletre, megérkezik Mithrász ítélőszéke elé. A jók az örök fény honába, a gonoszok pedig a sötétség birodalmába kerülnek. Az irániak vallásos gondolatok és képzetek egész sorát (dualizmus, angyalok, feltámadás, végítélet) közvetítették tovább a zsidó, majd ezáltal a keresztény vallás felé is.
A monoteizmus tanítása ezután a perzsa birodalom fénykorában, vagyis a Kr. e. 5. század folyamán bomlásnak indult. I. Dareiosz uralkodásának idején, (a mai napig fennmaradt iratokon) már történt utalás más istenek létezésére is.

## Kánaáni-föníciai vallások
Kánaán tágabb értelemben Egyiptom ÉK-i határától az észak-szíriai partokig terjedt, beleértve a mai Libanon területét is, tehát az Egyiptomot Mezopotámiával összekötő egész térséget jelentette. Szűkebb értelemben a Földközi-tenger és a Jordán folyó közötti hegyes-dombos vidék helyi sémi, amorita nyelvű neve Kánaán, névadói, a kánaniták telepedtek le a térségben. Soha nem volt egységes a terület, sem politikai, sem etnikai értelemben.
A korai bronzkorban (kb. Kr. e. 3300 – Kr. e. 2000) alakultak ki városai és fejlett gazdasága. Őslakói hamar mezopotámiai, hettita majd egyiptomi befolyás alá kerültek, de vallásosságuk annyira karakteres volt, hogy hosszú ideig a politikai behódolás ellenére sem adták fel. A bibliai leírásokból jól tudjuk, hogy a Kánaánban élő népek vallása olyan földművesvallás volt, amely gyökeresen különbözött a bevándorló izraelitákétól. A kánaáni mítoszok mindenekelőtt az esőre és szárazságra vonatkozó utasításokat tartalmaznak, amelyeket valamilyen isten vagy hős életével és halálával, jólétével hoznak kapcsolatba.
Az ugariti, sőt hosszú ideig az egész kánaáni panteon élén Él állt, mint főisten. Ő volt az istenek és az emberek atyja, ezzel összefüggésben az Ég és a Föld teremtője. Felesége Asera, a szerencse, a szerelem és a termékenység istennője. Ugyancsak fontos szerepet töltött be a hierarchia felső régiójába tartozó főisten, Baál – korábban nap- és viharisten – aki összetűzésbe került a mindenség urával és letaszította trónjáról. Baál tulajdonképpen nem más, mint "úr", ha pedig helységnév is járult hozzá, akkor az istenség mindenkori megjelenési formáját jelölte. Ily módon találkozhatunk Baál-Szidón, Baál-Gebal stb. istennel. Felesége Anát, a termőföld úrnője; Mót pedig a halál és az alvilág felett uralkodott.
Az áldozatokat az isteneknek adott élelemnek tekintették. Az áldozati rendszer a bibliai ótestamentumihoz hasonlónak tűnik:magába foglalta az engesztelő áldozatot, a "béke"- vagy "egyesülési" adományt és a bűnbánati áldozatot.
Az ugariti szövegek ismeretében nyilvánvaló, hogy az ugariti és a bibliai zsidó vallás között igen szoros a kapcsolat. A két vallás szembeszökő hasonlóságai részben a közös ósémi hagyományokból magyarázható.
A papok, khnm, ugyanazt a nevet viselték, mint a héberben (kóhén). A papok mellett papnőket (khnt) és felszentelt személyeket (qadésím) is említenek az iratok. (A Bibliában ez a fogalom a szent prostitúciót írja le, viszont az ugariti szövegek semmi ilyesmire nem utalnak.) Végül említenek jósló papokat vagy prófétákat. A templomokban oltárok voltak, és az épületet istenképmások és isteni jelképek díszítették. A véres áldozatokon kívül a rítusban táncok is szerepeltek, valamint számos orgiasztikus cselekvés, amelyek később haragra gerjesztették a prófétákat.
Egyetlen ima szövegét sem ismerjük. Tudjuk, hogy az életet isteni adományként tekintették, ám nem ismerjük az ember teremtésére vonatkozó mítoszt.

## Zsidó vallás

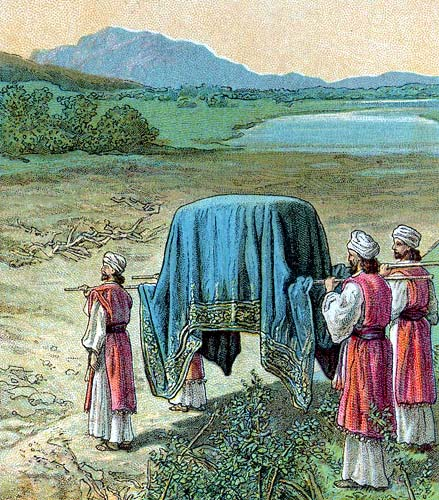
A frigyládát, a zsidó vallás szent ládáját mindig leborítva szállították a papok

A vallásuk kezdetben egy többistenhívő vallás volt és fokozatosan fejlődött monoteizmussá, amelynek központjában Jahve állt.
A hagyományaik (Biblia) alapján a vallás eredete a Mózes könyveiben olvasható ősatyák, Ábrahám, Izsák és Jákob történetéig nyúlik vissza. A Héber Biblia beszámolója szerint Isten szövetséget kötött az ősatyáikkal, hogy őket és leszármazottaikat választott népévé fogadja, és elvezette őket az Ígéret földjére. Mózes korában a Szináj-hegyen Isten kinyilatkoztatta a Tízparancsolatot és átadta további utasításait – a Tórát – a zsidó népnek.
Mózes II. könyve alapján a zsidók Isten útmutatása alapján megépítették a sátorszentélyt, és segítségével eljutottak Kánaánba is (lásd: zsidó honfoglalás). Később, Salamon király idejében megépítették a jeruzsálemi templomot, a zsidó vallás legszentebb helyét. A zsidó nép több száz éven keresztül mutatott be ezen a helyen áldozatokat Isten tiszteletére. A Szentélyt Kr. e. 586-ban a babiloniak lerombolták, a zsidó népet pedig száműzetésbe hurcolták hazájukba (babiloni fogság), ahonnan csak évtizedekkel később térhettek vissza. Ekkor megépítették a Második Szentélyt; amelyet századokkal később, nagyarányú kibővítése után nem sokkal, Kr. u. 70-ben a rómaiak romboltak le. Ezzel megkezdődött a gálut, a zsidó nép immáron közel kétezer éves száműzetése (tisá beáv).
A zsidó vallás az ábrahámi vallások egyike és alapja az egyistenhit, továbbá a Tóra, azaz az isteni törvények megtartása. A Tóra írott és szóbeli részből áll, melyet a hagyomány szerint JHVH (Isten) a Sínai-hegyi kinyilatkoztatáskor adott át Mózesnek, aki továbbadta azt a zsidó népnek.

## A minószi és a görög vallás

A fő görög szentélyek térképe

A Kr. e. 1600 előtti krétai-mükénéi (vagy másképp égei-) vallásban elsősorban istennőket  tiszteltek, élükön az anya- és földistennővel, az állatok úrnőjével és a kígyók istennőjével. A mükénéi és trójai feltárások nagy számban hoztak napvilágra bálványokat, kultikus tárgyakat. A Kr. e. 15. században megjelenő kupolasírok és ősök kultuszára utalnak.
Kr. e. 1600 után előtérbe került az indoeurópai (akháj) istenfelfogás. A korszak istenei Zeusz, Héra, Athéné, Hermész, Artemisz, Apollón, Hadész. Ezek az istenek az Olümposz hegyén laktak. Eredetileg mind természeti  erők és jelenségek megszemélyesítői voltak; később emberi tulajdonságok isteni hordozói.
A Kr. e. 12-10. században harcias dór törzsek hódították meg az akháj államokat. Ezután alakultak ki a görög városállamok (polisz) rendszere, amely a hellenisztikus birodalmak kialakulásáig fennállt.
A görögök sokistenhívők voltak: számos istent tiszteltek (politeizmus), melyeket emberi alakkal és tulajdonságokkal ruháztak fel. Az istenek kalandos élete, viszontagságai, harcai, szerelmei a görög mítoszokban jelentek meg. A görög mitológia színes, költői leírásokban beszél erről, továbbá a világ és az emberiség keletkezéséről és ősi történetéről.
A görögöknél a lélekhalhatatlanság és a lélekvándorlás tana jelent meg. Püthagorasz, majd tanítványai is azt tanították, hogy a lélek egy isteni lehelet, ami a testbe, mint büntetőhelyre van száműzve. 
 Bővebben: Püthagorasz: Lélekvándorlás
Platón, aki Szókratész befolyása alatt a filozófiához fordult, és kétség nélkül ennek a tannak a leghíresebb képviselőjévé lett. Számára a vallás egy erkölcsi világrendből és a lélek halhatatlanságából állt. Egy gondolat különös nyomatékra talált: a test a lélek börtöne, épp ezért a halál a lélek kiszabadulását jelenti ebből a börtönből. Platón alapján a léleknek isteni eredete van: nincs kezdete, mivel nem lett megteremtve, halhatatlan, mivel testetlen. Ennek a halhatatlan és örök léleknek a halál csupán átmenet, átvándorlás egy másik helyre, egy utazás a Hadészhoz. Hadésznál a lelket elbírálják és fizetni kell minden bűnért: aki úgy élt, hogy az "igazság" elveit követte, halála után a boldogságba jut, aki viszont úgy élt, hogy nem tartotta be az igazság elveit, az bűnhődik.
 Bővebben: Platón: Lélekvándorlás
Arisztotelész Plátón tanítványa volt. Ő úgy, mint mestere – különösen korábbi műveiben – a lelket a test foglyaként tekintette. Intőszózat a filozófiához című szónoklatában a mulandó testnek és a halhatatlan léleknek a gondolatát egy hasonlat által szemléltette. 
 Bővebben: Arisztotelész filozófiája
A görög vallás a Kr. e. 4. századig, a hellenisztikus birodalmak kialakulásáig állt fenn. Ezután bomlásnak indult és misztérium-jelleget vett fel.

## Római vallás
A rómaiak az etruszkok kultúrájának az örökösei, akik keletről vándoroltak be Itáliába. Vallásuknak legmonumentálisabb maradványai azok a sírok, amelyek Tarquinia, Cerveteri, Caere, Clusium és Bologna településein maradtak fenn. Földalatti és föld feletti dombokba rejtett sírkamrák ezek, gazdag díszítésekkel. Ezek azt mutatják, hogy a halottak kultusza az etruszkoknál mennyire előtérben állt. Hasonlóan keleti eredetre mutat az etruszkok azon szokása, hogy állati belsőségekből – különösen a májból – a jóslást valóságos tudománnyá fejlesztették.

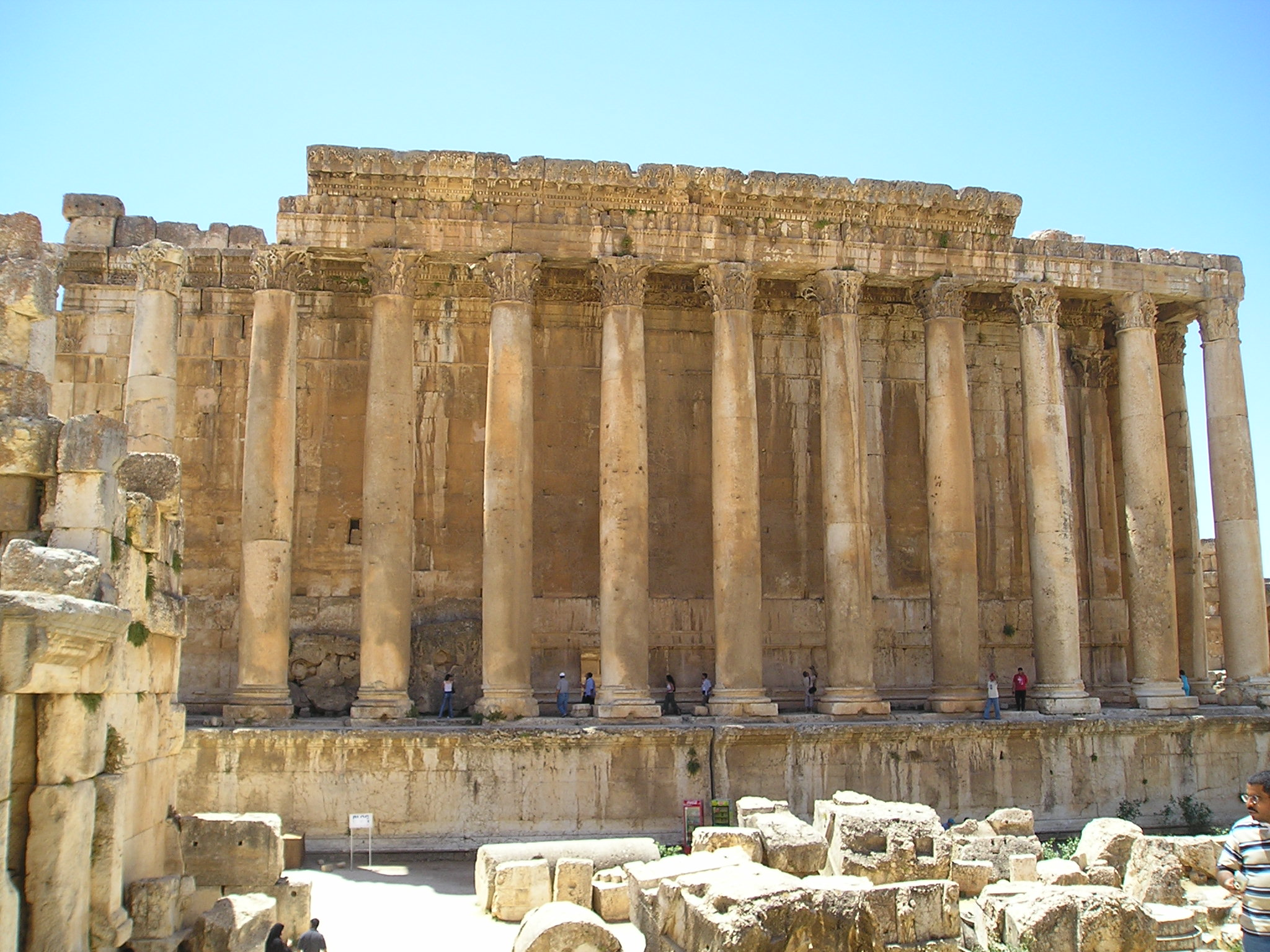
A baalbeki Bacchus római templom maradványa

A Rómát alapító latinok vallása földműves természetvallás volt. Totemizmus (pontosabban animizmus) figyelhető meg, hisz a monda szerint Romulust és Remust egy anyafarkas és egy harkály táplálta. A túlvilágról a rómaiaknak mindvégig homályos elképzeléseik voltak, mindenesetre az ősök szellemeit mélyen tisztelték, igyekeztek kiengesztelni őket. A házi oltárokon, melyeknek papja a családfő volt, naponta áldoztak kisebb ajándékokkal, étellel, gyümölccsel, kevés borral vagy olajjal. Két állami, közösségben tartott ünnep is volt a halottak szellemeinek tiszteletére, a februári parentalia és a májusi lemuralia, amikor a visszatérő holtaknak ételáldozatokat ajánlottak fel.
Az etruszk és görög vallási hagyományok befogadása előtt a rómaiak úgynevezett numeneket imádtak, megszemélyesülés nélküli isteni hatalmakat, akiknek mintegy szellemekként nem volt konkrét megjelenési formájuk, csupán szerepükre utaló nevük. E típusú vallást funkcionálisnak nevezzük, mivel a numenek bizonyos funkciók védnökei.

## Dzsainizmus
A dzsainizmus magát örökkévaló és univerzális igazságok gyűjteményének tartja, amiket az emberiség időnként elfelejt, de újra és újra visszatérnek a megvilágosodott vagy mindentudóvá vált emberek tanításain keresztül. Végleges, mai alakját csak Mahávíra (Vardhamána vagy vallási nevén: Dzsina, Kr. e. 6. század) tanításaiból nyerte.
A dzsain szó a szanszkrit dzsina (“győztes”) gyökből származik. Győztesként jellemezték a 24 nagy tanítót, tírthankarát (gázlókészítők) akik önmegtartóztatásukkal uralták testüket, szenvedélyeiket és lelküket, és így elérték a megszabadulás (móksa) állapotát, azaz megszabadultak a születés és halál örökös körforgásából. Tanításuk örökké fogva létező és amennyiben feledésbe menne, a „Három Ékkő” formájában a tírthankarák azt életre keltik.
A vallás, hagyományos nevén Dzsain Dharma, mely a Kr. e. 6. században vált el a hinduizmustól önálló hit- és filozófiai rendszerként. A dzsainizmus alapja a hindu herceg, Mahávíra (i. e. 599-527) tanításai, mely az emberiség által időnként elvesztett örök és általános igazságok megértését és osztályozását tekinti fő feladatának. A dzsainok  szerint az elveszett igazságok később ismét felbukkannak a felvilágosulást és mindentudást (Keval Gnan) nyert emberi lények tanításán keresztül. Szerintük a világegyetem ezen részén, az idő jelenlegi fél-ciklusában a filozófia először Risabha által adódott át az emberiségnek, amit az 1921-es, az indus-völgyi civilizáció ásatásai nyomán feltárt pecsétek és más leletek megerősíteni látszanak.

## Buddhizmus

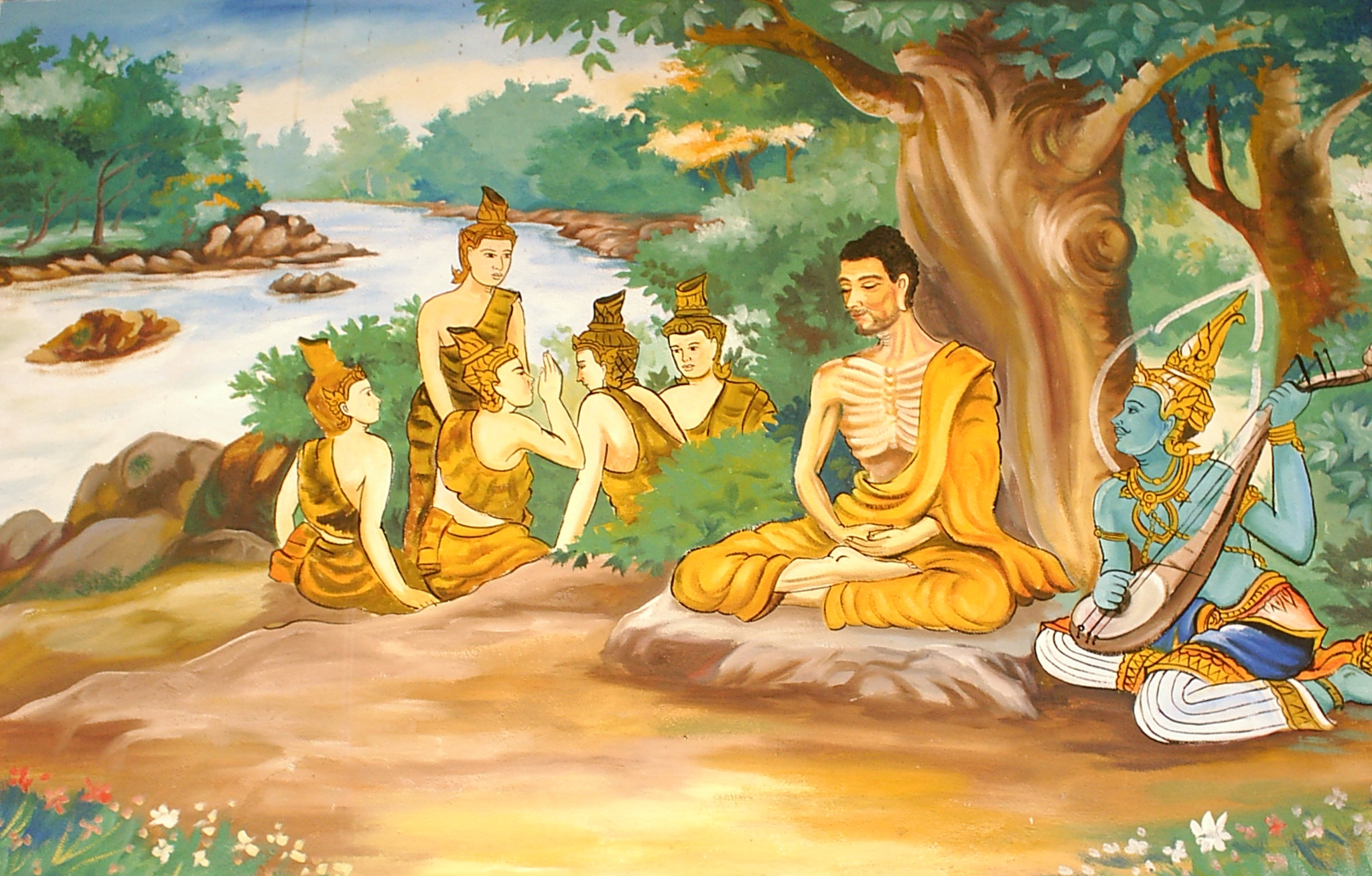
A világi élettől visszavonuló, aszkéta Gautama Sziddhártha társaival

A buddhizmus, mint az már nevéből is kitűnik, olyan tanítás, amelynek alapítóját a „Buddha” megtisztelő címmel jelölik. A buddha szó a
szanszkritban és az abból származó középind nyelvekben a „budh” = felébredni jelentésű igetőből képzett múlt idejű szenvedő melléknévi igenév
tőalakja, jelentése tehát a „felébredt”, és azt nevezik így, aki a tévelygés éjszakájából ráébredt a megismerés fényére. A Buddha lényege az, hogy tudását saját erejéből szerezte meg, tehát nem isteni kinyilatkoztatás segítségével, nem a szent iratok tanulmányozása révén, s nem is valamely tanítómester irányításával. Ezért mondja Buddha a Mahávaggában: „Én magam szereztem meg a tudást, ki követőjének nevezzem magam?"
Buddha remeteségének hetedik évében, amikor éjszaka egy fügefa alatt ült, elérte a megvilágosodást (bódhi), és bódhiszattvából buddhává lett.
Három egymást követő virrasztás alatt megszerezte 1. a visszaemlékezés képességét saját korábbi létformáira, 2. más lények újramegtestesülésének felismerését és 3. a négy nemes igazság tudását és a három főbaj, az érzéki gyönyör, a létezés gyönyöre és a tudatlanság megszüntetését. Ekkor támadt fel benne a megismerés: „A megváltottban rejlik a megváltás. Megszűnik az újjászületés, véget ér a szent átalakulás, elvégeztetett, amit el kellett végezni, ez után az élet után nem jön másik.”
Hét napon át ült Buddha a megvilágosodás fája alatt, és élvezte a megváltás boldogságát, majd hosszabb időt töltött a környéken más fák alatt.
A legenda szerint ezekben a napokban megkísértette Mára, az ördög. Mára, aki a Magasztost fenyegetésekkel és ígéretekkel már korábban is rá
akarta venni, hogy hagyjon fel az igazság keresésével, most azt tanácsolta neki, térjen meg azonnal a nirvánába, hogy ily módon megfossza az
emberiséget a megváltó tanítástól. Egy másik, hasonló történet szerint Buddha maga vette fontolóra, vajon hirdesse-e az üdvözülés igazságát,
mivel kora nemzedéke nem érett meg rá. Brahmá Szahampati isten azonban arra kérte, hogy legyen tekintettel azokra a lényekre, "akiknek szeme csak kevéssé elhomályosult", és azt, amit felfedezett, ne tartsa meg önmagának. Buddha ezért úgy határozott, hogy "az örökkévalóság kapuit azok számára, akik hallani akarnak", megnyitja.

## Kínai vallások
Kína történelmének ellenőrizhető korszaka a Sang-dinasztia korában (Kr. e. 16. század) kezdődik. A Sang-korszak vallásáról meglehetősen kevés biztosat állíthatunk. A 20. században napvilágra került jóslócsontok, (amelyeknek egy részét felirattal látták el), arról tanúskodnak, hogy ebben az időben Kínában már létezett az istenekbe vetett hit. Az istenek (sen), akiknek száma igen nagy volt, az emberi élet és tevékenység minden területén a védelmező szerepet töltötték be,
míg a gonosz démonok (kui) az emberek ártalmára voltak.

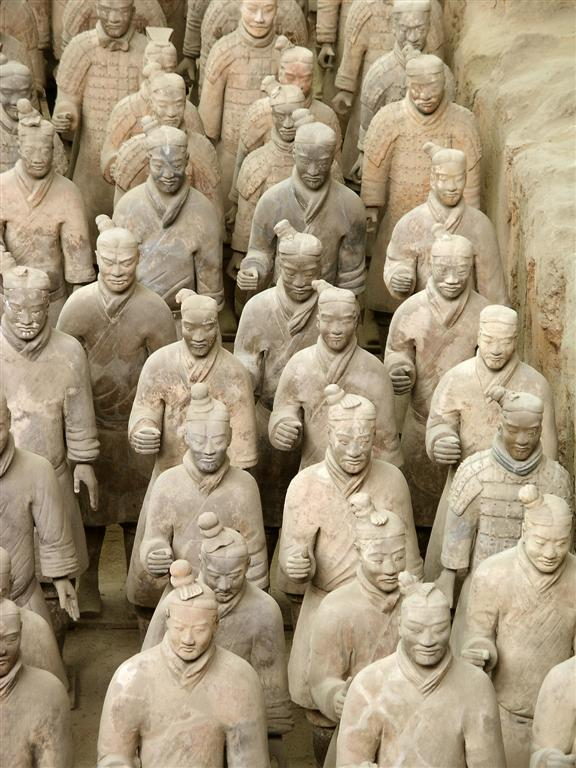
Csin Si Huang-ti, az első kínai császár holttestét egy szimbolikus hadsereg kísérte a túlvilági életbe

A kínai univerzizmus alapeszméi jóval Lao-ce és Konfuciusz előtt léteztek már, de Buddha kortársainak, Lao-cének és Konfuciusznak tanításaiban nyerték el máig érvényes kifejezési formájukat. Az ókori kínai mítoszok kialakulása és sajátossága a mai napig a vitatott és homályos kérdések körébe tartozik. Ennek egyik legfőbb okaként a konfuciánus ideológiát okolják.
1974-ben bukkantak arra a leletre, amely agyaghadsereg néven vált ismertté a világban: több ezer ember nagyságú, harcosokat ábrázoló terrakottaszobor, lovakkal, páncélba öltözve, fegyverrel. Elképzelhetetlen volt, hogy a császár úgy vágjon neki a túlvilágnak, hogy ne vigye magával mindazt, ami már életében is megadatott neki. A túlvilág és a földi világ nemcsak hasonló volt és az még ma is, hanem igencsak közel vannak egymáshoz.
A Han-dinasztia temetkezési rítusainak egyikét (Kr. e. 2. század – Kr. u. 2. század) "idézés"nek nevezték, az volt a célja, hogy visszahívják a lelket. Csak azután, hogy a lelket visszahívták és az nem járt eredménnyel, lehettek egészen bizonyosak abban, hogy az illető valóban meghalt, s ezután láttak neki a temetés lebonyolításának. Miután lezárultak a temetési rituálék, az ősök szellemeit megfelelő módon kellett tovább támogatni áldozatokkal. Az áldozatok abból álltak hogy szó szerinti értelemben táplálták az elhunytat, akárcsak a sumer vagy ókori egyiptomi világban.
A késői kínai filozófia a következőképpen magyarázza: az ember az ég és a föld együttműködésének következményeként jön létre, az égtől kapja szellemét, azaz a finom jang-fluidumot, a földtől a testet, a durva jin-fluidumot. Az, amit mi léleknek nevezünk, nem kizárólag szellemi, hanem anyagtalan égi (sen  → hun 魂) és anyagi, démoni, földhöz kötődő (kui → po(h) 魄) részből áll. A halál bekövetkeztekor a két összetevő különválik, és visszatér forrásához.
Amiképpen a test sem tűnik el azonnal, hanem fokozatosan feloszlási folyamat megy végbe benne, ugyanúgy a szellem is túléli egy ideig a halált, esetleg több évvel, míg azután végül ő is megszűnik. A lélek eszerint egyéni, individuális létezőként még hosszabb ideig fennmaradhat a testtől való elválása után, ez különösen akkor történik meg, ha rendkívüli szellemi ereje tartós létet biztosít neki.
Sok kínai filozófus szkeptikusan szemben állott a halhatatlanság kérdésével, vagy teljességgel tagadta annak lehetőségét. Ez azonban nem gátolta őket abban, hogy ne tekintették volna kötelezőnek az előírt rítusok hűséges végrehajtását. Az áldozat bemutatásához számos konfuciánus számára elegendő volt az az "als-ob" elképzelés (annak feltételezése, "mintha" valami valóban létezne), hogy az elköltözöttek arra valók, hogy a kegyelet stb. szükséges érzését ébren tartsák. Mások viszont elismerték a halál utáni továbbélést, és logikailag igyekeztek bebizonyítani, mint pl. Mo Ti és iskolája. A taoisták – részben a buddhizmus hatására – konkrét túlvilág nézeteket alakítottak ki. Tanításuk alapján a földi tettek alapján jutalmazó és büntető túlvilág van. 
Lásd még: A halál utáni élet a taoizmusban
A halál után a sen, a jótékony szellem felszabadul, a kui (vagy kwei) azonban kísértetté válik. A halottkultusz célja a jó szellemekkel való barátságos viszony fenntartása, a kísértetek elleni védekezés. Az ősök tisztelete a halottak kultuszából nőtt ki.
A buddhizmus is hatással volt a kínaiaknak a túlvilágról és a pokolról szóló képzeteire, amelyekkel kapcsolatban eladdig elég homályos, mindenféle rendszert nélkülöző nézeteik voltak. Úgy vélték, hogy az ember lelke a Huang-csüan (Huangquan)hoz (黄泉), vagyis a „Sárga forráshoz” kerül, a holtak birodalma pedig valahol nyugaton vagy északnyugaton található. Az időszámításunk körüli időkben a holtak birodalmát a Taj-sanra helyezték, ahol is a hegy ura döntött az élők és holtak sorsáról.
A pokolról (ti-jü (diyu) 地獄/地狱) és a megannyi pokolbéli ítélőszékről szóló, részletesen kidolgozott nézetek csak a buddhizmus hatására jelentek meg Kínában.

## Amerikai őslakosok

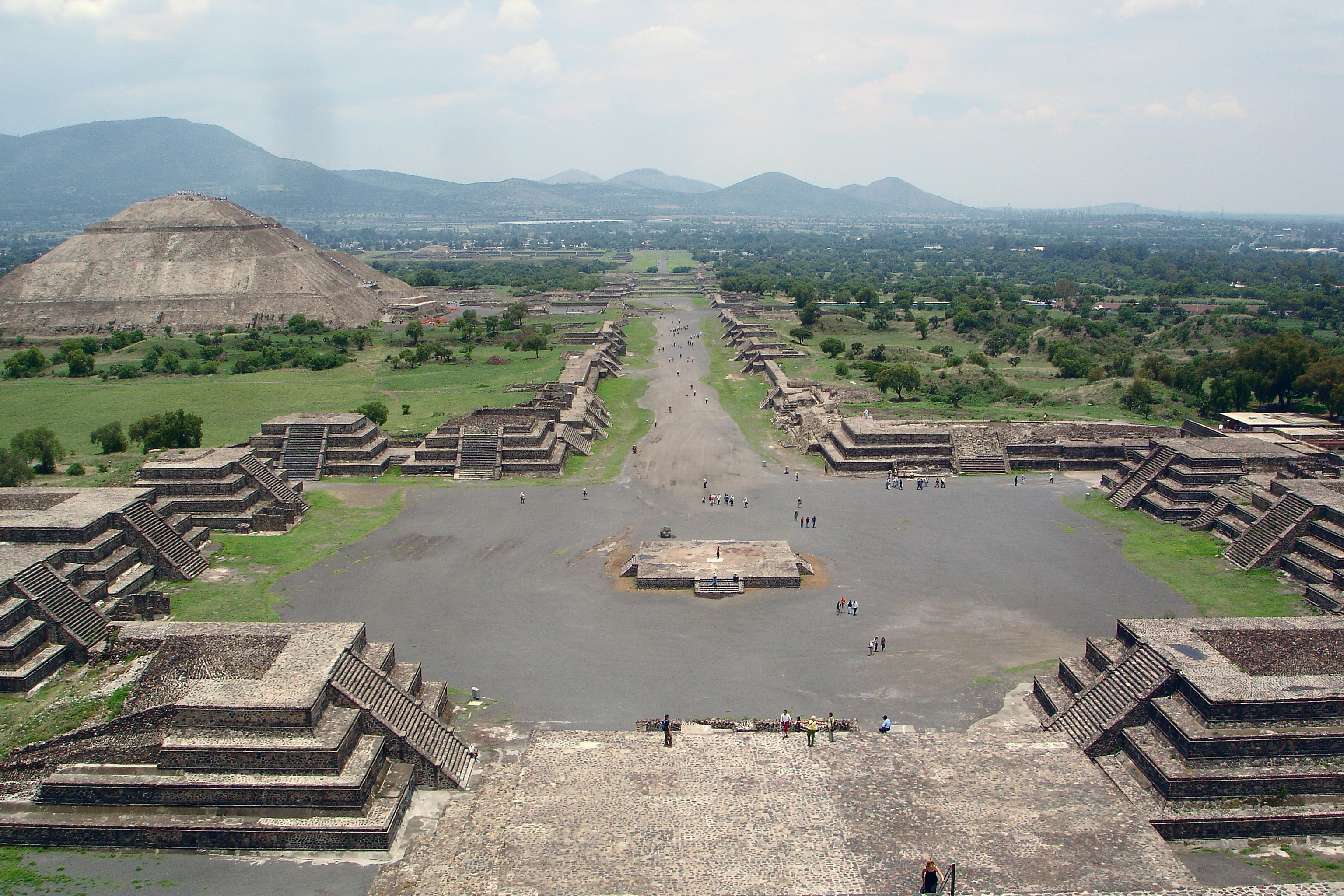
A közép-amerikai Teotihuacan piramiskörzete

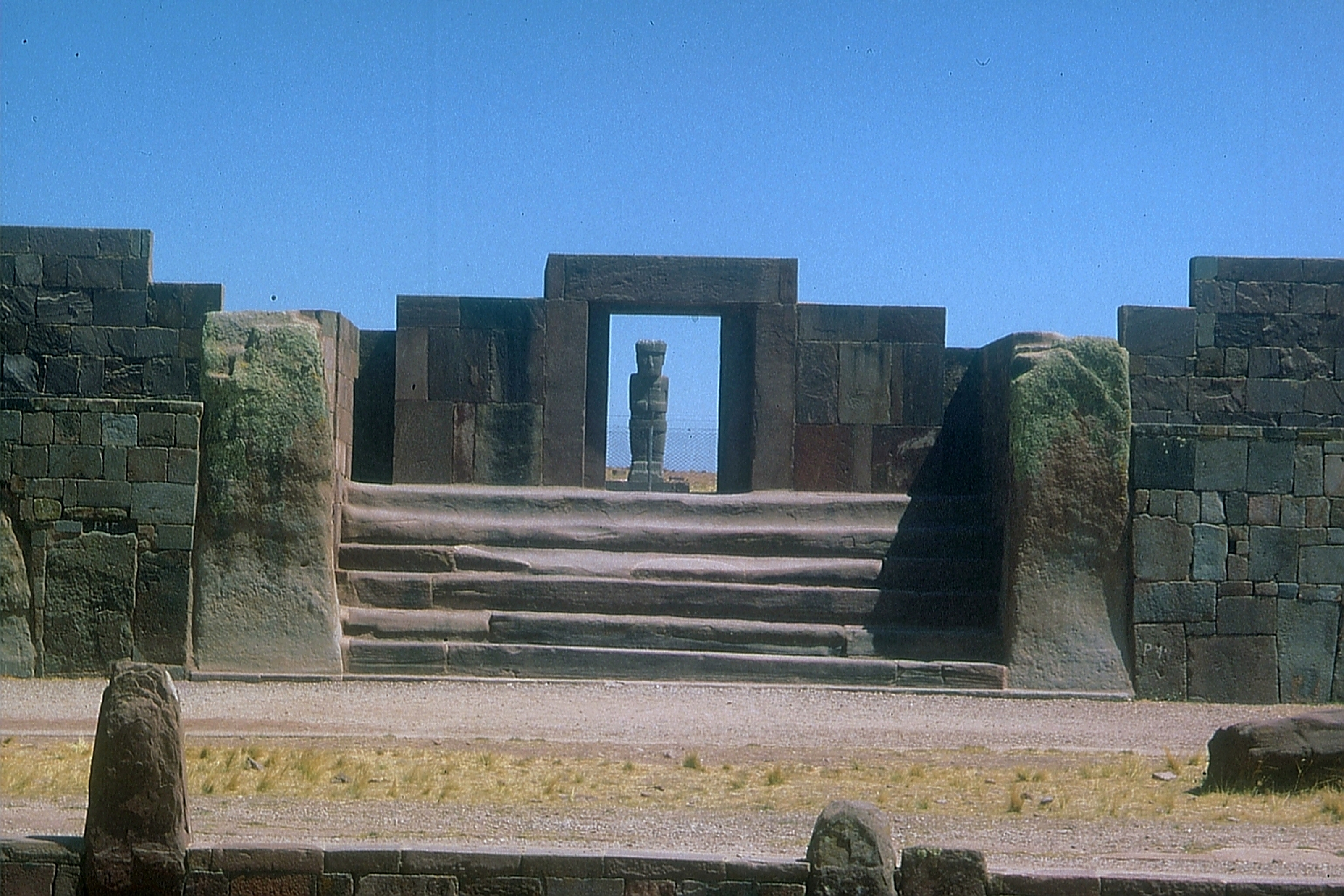
A dél-amerikai Tiahuanaco romjai

A közép-amerikai vallás alapvető fogalmainak és ezek ábrázolásának a legkorábbi megjelenése olmék területen igazolható. A legfontosabb szertartási központ La Venta volt. 
Az olmékok vallását és a hozzájuk kapcsolódó rítusokat más népek is átvették.
Az olmékok egyfajta sámánisztikus vallást gyakoroltak, aminek az eredete távoli időkre nyúlik vissza. A nahualizmus koncepciója szerint a sámán képes állatok, elsősorban a jaguár alakját magára ölteni. A nahual szó azték kifejezés, és álöltözetet jelent. Ezek az állatok az istenek másai voltak a prekolumbán népek hiedelmei szerint. A sámánok bódító hatású anyagok, hallucinogén gombák vagy dohány segítségével léptek kapcsolatba a természetfeletti világgal. A szertartások a templomok titkos helyiségiben, barlangokban mentek végbe áldozatok, vagy önáldozatok kíséretében.
Teotihuacan – amelynek piramiskörzetét nagyjából Krisztus idején alapították – vallása hasonló volt a többi közép-amerikai valláshoz. Ugyanazokat az isteneket imádták: a Tollas Kígyót (a későbbi aztékok Quetzalcoatlját), és az Esőistent (az aztékok Tlaloc-ját.) Teotihuacan fontos vallásos központ lévén, a papok kasztja itt is nagy politikai hatalommal bírt, mint minden korabeli, közép-amerikai társadalomban. Az ember- és állatáldozatot is kultiválták, ahogy azt az ásatások kimutatták. Szentnek vélt állataikat és azokat, melyeknek katonai erőt tulajdonítottak, ketrecekbe helyezve szintén élve temették el.
A dél-amerikai preinka kultúra egyik vallási és kultikus központja Tiahuanaco lett, amelyet nagy számban kerestek fel a zarándokok. Vallási központját vizesárok vette körül, és a templomot a sámán-puma tiszteletére emelhették; a felső teraszokat puma- és emberfej ábrázolások díszítik. Valószínűleg termékenységi rítusokat és egyéb, emberáldozatokat is bemutató szertartásokat is tartottak itt. Ezt bizonyítják az Akapana környezetéből előkerült torzók, feldarabolt testek maradványai, valamint vérfagyasztó jelenetekkel díszített kerámiatárgyak.
A közép-amerikai történelem későbbi fejezeteiben a maják és az aztékok nem képzeltek el igazi mennyországot: az ember végső célja az volt, hogy beteljesítse létezését, ciklikussá váljon a kozmoszban, egybeolvadjon vele.

## Misztériumvallások
A misztériumvallások rendszerint keleti eredetű, meghaló és feltámadó istenek mítoszai köré szerveződött titkos vallási társaságok, amelyek főleg a császári korban terjedtek el a Római Birodalomban. Tagjai magukat szigorú titoktartásra kötelezték. Az időszámításunk kezdete körüli időkben az egyik legnépszerűbb misztériumvallás az egyiptomi eredetű Ízisz és Ozirisz misztériuma volt. Az Ízisz-misztériumba való beavatást tíz napig tartó böjt és rituális mosakodás előzte meg. A beavatási szertartás után a beavatottak – hitük szerint – az istennővel egyesültek. Az ógörög eredetű eleusziszi-misztérium beavatására a jelöltnek másfél évig kellett készülnie. Az avatás szertartásához különféle áldozatok, körmenetek, szertartásos mosakodások tartoztak. A beavatás leglényegesebb része a szent italnak a fogyasztása, amely egyesítette a beavatottakat az istennővel. A Dionüszosz-misztérium beavatottai lejátszották a vallás mítoszát: kirohantak a mezőre és az útjukba kerülő állatokat széttépték és nyersen elfogyasztották. A perzsa eredetű Mithrász-misztérium az azonos nevű istenség köré fonódott. Mithrász istenség az időszámításunk kezdete körüli időben egyre több, az isteni és az emberi világ közötti közvetítő vonást vett fel, és ezzel alkalmassá vált arra, hogy szabadító, megváltó istenként tiszteljék és kultusza köré misztériumot szervezzenek. A Mithrász-kultusz a kereszténységgel kb. egy időben vált népszerűvé a Római Birodalomban és hosszú ideig annak riválisa is volt. 

## Sintoizmus
A sintoizmus a japánok ősi, politeista természetvallása. A sintó eredeti jelentése az istenek útja. A szó-összetételben a sin szócska jelenti az istenséget vagy szellemet, a tó pedig rokonítható a kínai taó-val, átvitt értelemben ugyanúgy utat jelent. A mai sintó kialakulása a többi vallási jelenséghez hasonlóan hosszú, több évszázados folyamat eredménye; véglegesen letisztázott formáját csak a 3. században érte el.

## Kereszténység

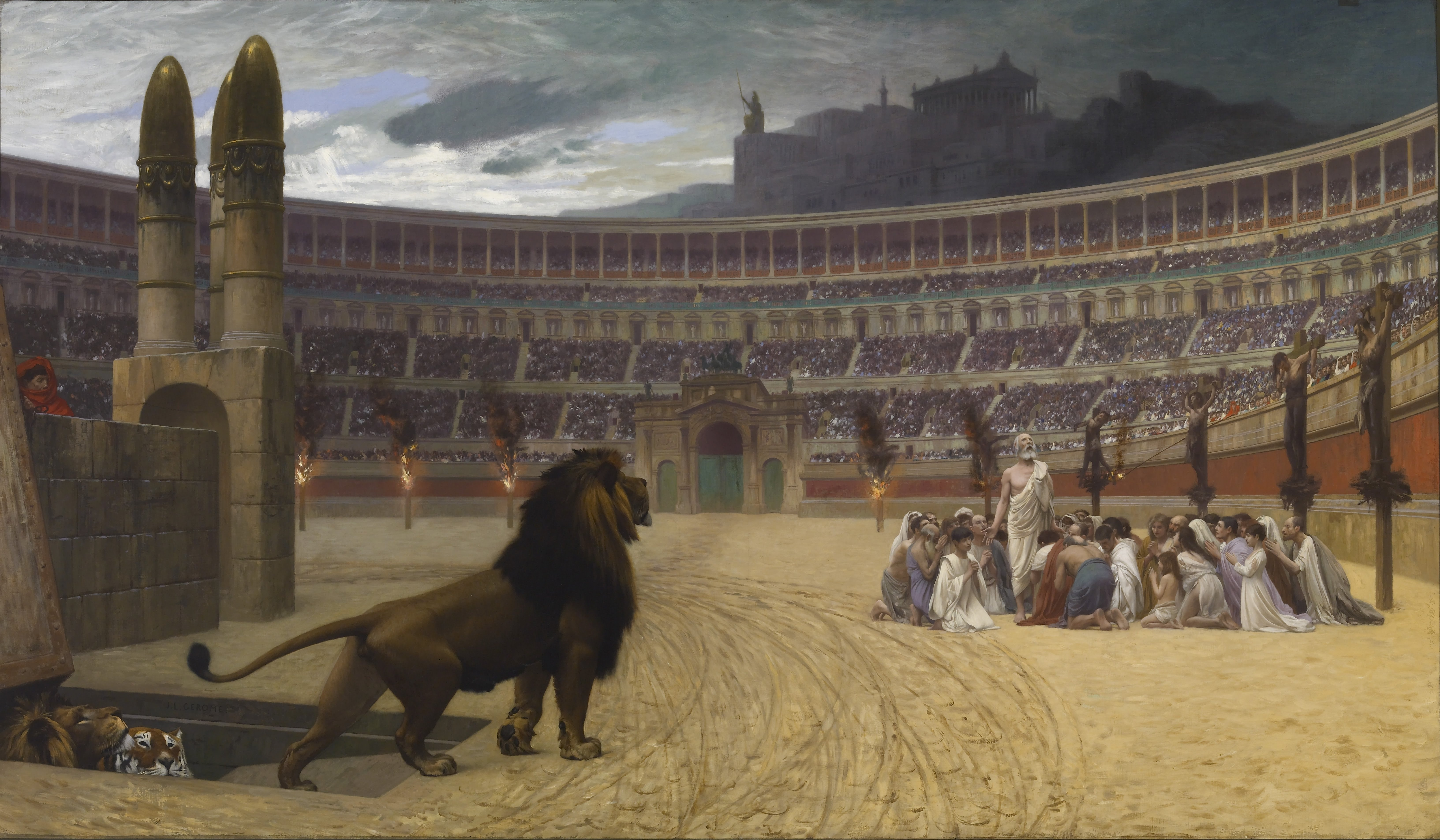
Keresztények egy amfiteátrumban. Az őskeresztények vállalták a mártíromságot a hitükért

Amikor a judaizmus külső formalitássá vált, megjelent Jézus, hogy megtisztítsa a vallást. Ő nem akart új vallást alapítani, csupán erkölcsi útmutatást adott követőinek, mégis új vallás született: a kereszténység. A keresztény szó Krisztus neve után a Krisztiánusz szóból származik, ami azt jelenti, hogy krisztusi. Így nevezték már a legkorábbi korban Jézus Krisztus követőit, akik krisztusi életet éltek.
Ugyanakkor a zsidók nazarénusoknak is hívták őket, Jézus származási helye, Názáret után.
Miután Jézus ígéretéhez híven nem tért vissza azzal a gyorsasággal, ahogy az őskeresztények azt remélték, a 2. század első évtizedeitől létrejöttek egy olyan egyetemes egyház alapkövei, amely szakított a zsidó gyökereivel. Elvetették a zsidó előírásokat és a propaganda irányát a pogány jellegű gyülekezetek szervezése felé fordították. A kereszténység rohamos térhódításnak indult az egész Római Birodalomban. A pogány istenek templomai lassan teljesen elnéptelenedtek.
A kereszténység elterjedésének az antik világban az lett a következménye, hogy e hit mindjobban alkalmazkodott a megtérítettek vallási igényeihez és gondolkodásmódjához  és kompromisszumra lépett a pogánysággal. A pogány áldozati szokásokat fenntartották, illetve beépítették a keresztény szertartások közé. A bálványimádók csatlakoztak az egyházhoz, s imádatuk korábbi tárgyait felcserélték Jézus, Mária és a szentek szobraival. A pogány anyaistennők kultuszának mintájára kialakult Mária istenanyaságának hirdetésével az 5. század elején Nesztoriosz konstantinápolyi püspök (pátriárka) szállt szembe. Hamarosan azonban az egyház részéről az eretnek megbélyegzéssel szembesült és az epheszoszi zsinat (431) után megfosztották püspöki hivatalától és száműzték, Máriát pedig hivatalosan is istenszülőnek, istenanyának jelentették ki.
A Római Birodalom vallásában az élet minden területéért felelős istenek és istennők rendszere működött és innen már csak egy lépés volt, hogy ez a rendszer beépült a kialakuló keresztény egyházba is. Mivel a pogányságból áttértek vonakodtak megválni isteneiktől, a korábbi isteneket és istennőket átkeresztelték más névre és védőszerepeiket ezután a keresztény mártíroknak és szenteknek tulajdonították. A különböző foglalkozásokért, eseményekért és napokért felelős istenségek elképzelése folytatódott a keresztény hitben, a szentek tiszteletének és ünnepeinek rendszerében.
A misztériumvallások hatására fejlődött ki a keresztény liturgia, különösen annak a korábbi agapékból, a szeretetlakomákból kialakuló, Krisztus reális jelenlétét valló, a kenyér és a bor fogyasztása által, az Isten Fiával való egyesülést nyújtó misztikus lakomája. A mise liturgiájának, áldozat és áldozatjellegének kialakítása a korabeli vallások szertartásrendjének és szimbolikájának felhasználásával történt. Részben pogány eredetűek a körmenetek, a litániák, a búcsújárások, a gyertyák használata.  A keresztény kultusz sok tekintetben a buddhista kultusszal hasonló vonásokat vett fel: kolostori élet, cölibátus, tonzúra, gyónás, ereklyetisztelet, rózsafüzér, tömjénfüstölő...

## Iszlám

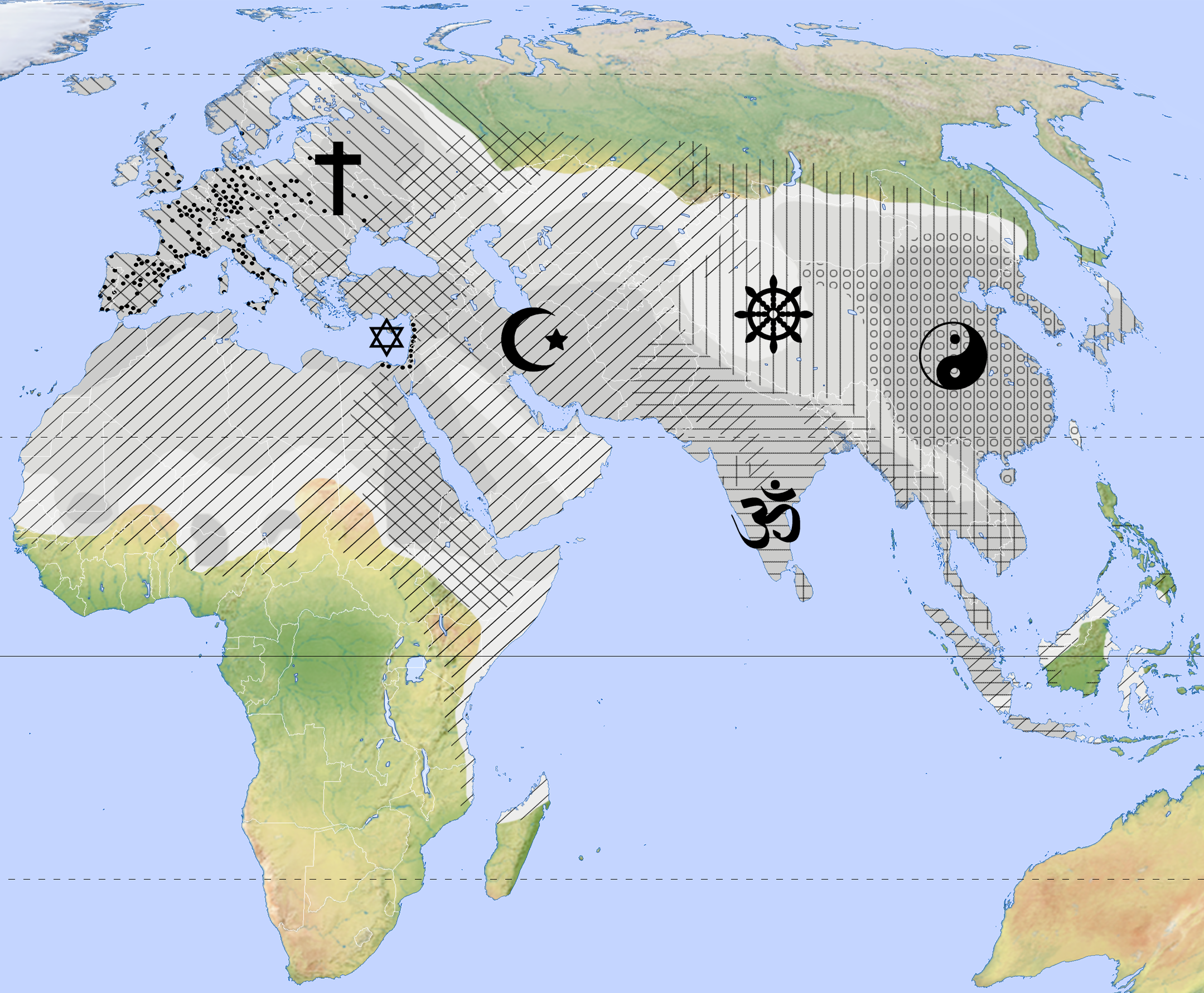
A világvallások földrajzi terjedése 1500 előtt

A 6. századi, mekkai születésű Mohamed kiváló államférfi és szeretetre méltó személyiség volt, nem volt azonban az a nemes lelkű, szigorú erkölcsi felfogású szent, sem az a higgadt, világ fölé emelkedett bölcs, amilyennek a muszlim misztikusok gondolatvilágában él, és hogy nem volt csodatevő, az már abból is kitűnik, hogy bár tőle a mekkaiak mindenféle csodát vártak, ő maga utasította el, hogy csodatevőként (thaumaturgosz) lépjen fel. Házassága révén gazdag kereskedő lett, és nagy, sikeres üzleti utakat tett. Valószínűleg az eljövendő végítéletet hirdető keresztény prédikációk hatására, mélyreható változás ment benne végbe. Csendes, tépelődő emberré vált, aki mind intenzívebben foglalkozott vallási problémákkal, és anyagi függetlenségét arra használta, hogy böjttel és lelkigyakorlatokkal, magányosan törekedjék a megismerésre. Amikor negyvenéves lett, egy Mekka közelében levő barlangba vonult el, itt látomása volt, és ez egész hátralevő életére meghatározó jelentőségű lett.

## Európai ősvallások

### A kelták
A kelták törzsi istenei nevükben, ábrázolásmódjukban sok esetben az ősi totemizmus emlékeit őrizték meg, de tiszteltek olyan isteneket is, amelyek természeti jelenségekkel (mennydörgés, villámlás), forrásokkal, folyókkal, erdőkkel álltak kapcsolatban. Isteneik közül többet háborús funkciókkal ruháztak fel, másokat pedig a kereskedelem és kézművesség védőinek tartottak. Elterjedt volt körükben a termékenységgel és földműveléssel kapcsolatban álló istennők,  istenanyák kultusza is. Az animizmus maradványaként hittek a természetfeletti tulajdonságokkal rendelkező tündérekben, szörnyekben és a szellemekben. Hittek az emberi lélekben, és azt tanították, hogy a halál után nem pusztul el, hanem tovább és egy másik világon. A lélekvándorlásban is hittek, hogy az emberi lélek a halál után az egyik emberből a másikba vándorol. A kultuszt a papság első csoportja, a druidák irányították. akik egyben a titkos vallási tanok őrzői, az ifjúság nevelői voltak és ők szolgáltattak igazságot is. A papság másik csoportja, a bárdok, mágikus erejűnek tartott dalokat adtak elő húros hangszereiken kísérve. A váteszek és a nagyszámú női papság főleg jövendőmondással foglalkozott. Áldozataik – a rómaiak szerint – kegyetlenek voltak: gyakori volt a jóslással egybekapcsolt emberáldozat. Erre viszont nincs régészeti bizonyíték. A vallásuk a kereszténység elterjedése után fokozatosan elhalt, nyomai azonban hiedelmekben és a szentek kultuszában fennmaradt. Egyes kelta istenek a keresztény katolikus kultusz szentjeivé váltak (pl. Brigit → Szent Brigitta).

### A germánok
A germánok ősvallása magán viselte egyes törzsek állatnevében, a szent állatok tiszteletében, s az emberiséget a fáktól származtató mítoszában a totemizmus, a föld, a hegyek, a vizek és a föld alatti szellemek hitében az animizmus jegyeit, de elterjedt volt köztük a mágia, a varázslás sok formája is. Halottaikat elhamvasztották vagy elföldelték, s hittek a holtak feltámadásában, akiknek a lelkét tisztelettel vették körül. Törzsi védőisteneiknek szent ligetekben mutattak be állat- és emberáldozatokat. Az északi germánok fő istene a félszemű Odin (a déli germánoknál Wotan) a teremtő, a legfőbb varázsló és fiával – Tyr-rel együtt – a harc istene is. A harmadik fő istenalak Thor, a mennydörgés, a vihar és a termékenység istene. A germán vallás mítoszai a világ és az ember teremtéséről szóltak és a világ jövő pusztulásáról, illetve újjászületéséről tanítottak. Hagyományaik és mítoszaik vándorlásaik alatt gyarapodtak, magukba olvasztva a görög, római hit egyes elemeit. A germán népek a 4-10. század folyamán lettek keresztények. 

### A szlávok
A szlávok is igyekeztek áldozatokkal isteneik kedvében járni. Egyik jóslási módjuk az volt, amikor földbe szúrt dárdák közt vezetett ló járásából jósoltak, vagy fapálcikákkal vetettek sorsot. Hadizsákmányaikból egy részt az isteneiknek juttattak, így egyes templomokban nagy kincsek halmozódtak össze. Halottaikat eltemették vagy elégették. Velük temették szolgáikat is, sőt feleségüket is gyakran, vagy legalább egy pár pénzdarabot adtak a másvilágra való útravalóul nekik. Néha kis létrát tettek a sírba, hogy legyen min felmászniuk a Tejútra. A koporsót vagy a halottégető máglyát néha csónak vagy hajóformájúra készítették. Ez lehet skandináv hatás, de eredeti szokás is. Híres ünnepük volt a morváknál és a lengyeleknél szokásos tavaszi marzana, amelyről az a hagyomány, hogy a lengyelek megtérésekor (10. század) az istenszobrok ünnepélyes és tömeges elégetésére emlékeztet. E népek szokásaiba sok idegen, különösen germán elem keveredett bele. Megülték a Nap-éj egyenlőség napjait is. Vallásuk fontos része volt a vérbosszú, amit áldozással egybekötött váltsággal helyettesítettek a szelídülő erkölcsök. A délszlávok hiedelme vilakkal, tündérekkel népesítette be az erdőt, mezőt.

### A magyarok
A magyar ősvallás legfőbb jellemzőjeként a sámánizmust szokták megjelölni. A magyarok lélekhite (animizmus) szerint az ember lelke a halál után elszállt a testből és tovább élve különféle alakot öltött. A vallás a természetet is benépesítette jó (védő) és rossz (ártó) szellemek sokaságával. A túlvilági lények tiszteletére vagy kiengesztelésére áldozatokat mutattak be (fehér ló). Az államalapítás után az ősvallást kiszorította a kereszténység.

## Afrikai törzsi vallások
Törzsi vallásoknak azon természeti népek hiedelemvilágát nevezzük, amelyek tagjait összeköti a közös származás, a szokásrendszer, az erkölcsi és nyelvi közösség, illetve egyazon törzsi területen élnek. Feltárásuk még manapság sem könnyű feladat, hiszen a nagy világvallásokkal ellentétben írott források, "dogmatikai művek" nem állnak rendelkezésre, így legfeljebb csak közvetlen megfigyelésekre szorítkozhatunk. 

## Megjegyzés
1. ↑  például William Bosman 1700 körül a Rabszolgapartra tett utazásáról írta, hogy a bennszülötteknek világos elképzeléseik vannak "az igaz Istenről, akit mindenhatónak képzelnek... Bizonyos, hogy hitük szerint szerint ez az Isten teremtette a világegyetemet és buzgón imádják bálványaik előtt. De nem imádkoznak hozzá, és áldozatot sem mutatnak be neki. Ezt azzal indokolják, hogy Isten túl magasan van, és túl nagy fáradtság lenne leereszkednie onnan az emberek miatt; ezért a bálványistenekre ruházta a világ igazgatását. Ezek a bálványistenek, akik Isten után másod-, harmad- és negyedrendűek, a mi uraink, akiknek engedelmességgel tartozunk. És ebben a szilárd hitben nyugodtan élnek. (William Bosman: A New and Accurate Description of the Coast of Guinea: Divided into the Gold, the Slave, and the Ivory Coasts, 1705)